# Biserica reformată din Sărățeni

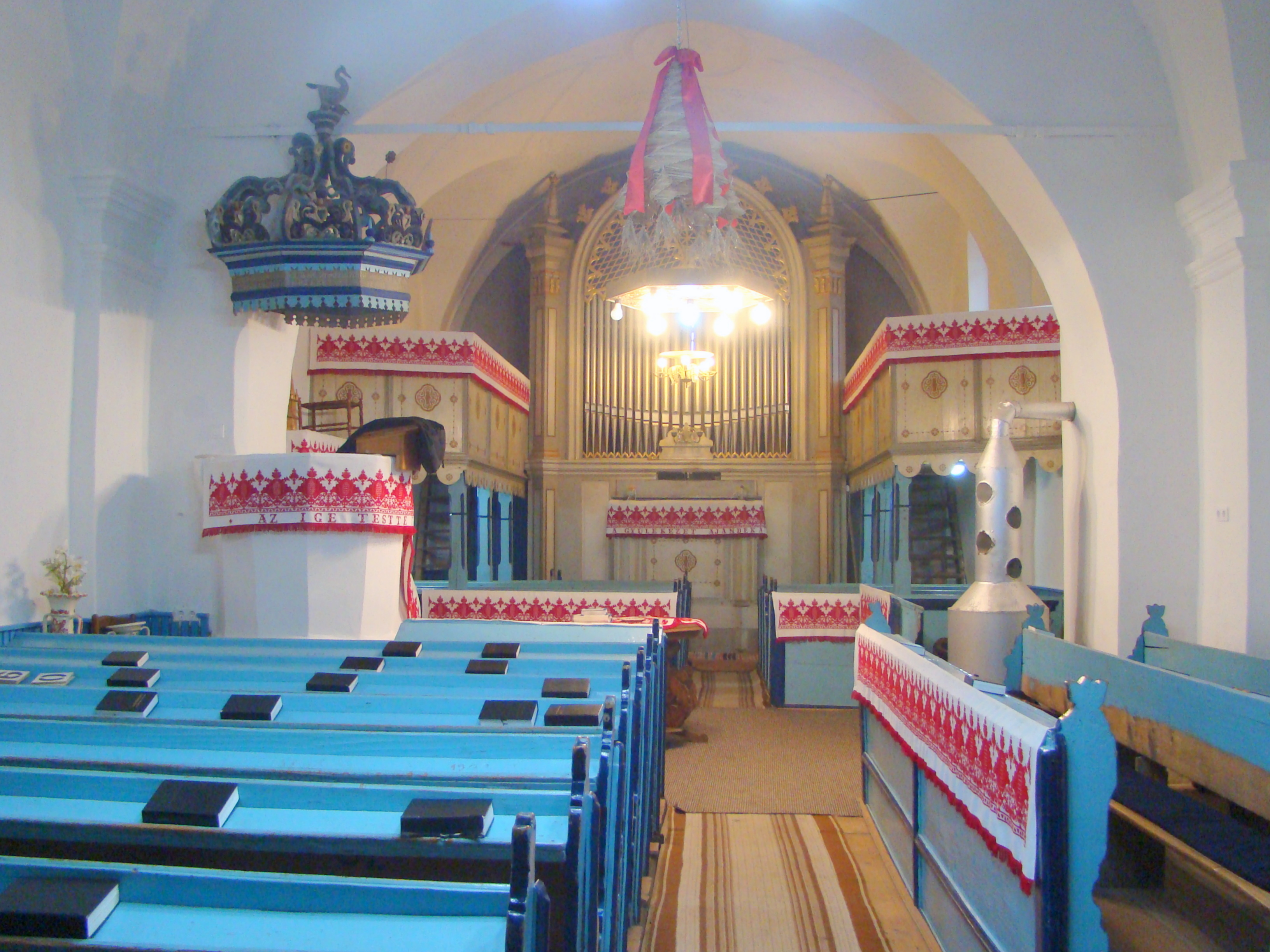
Interiorul bisericii reformate din Sărățeni

Biserica reformată din Sărățeni este un ansamblu de monumente istorice aflat pe teritoriul satului Sărățeni, comuna Sărățeni.
Ansamblul este format din două monumente:
- Biserica reformată (cod LMI MS-II-m-A-15784.01)
- Zidul de incintă (cod LMI MS-II-m-A-15784.02)

## Localitatea
Sărățeni (în maghiară: Sóvárad) este o comună în județul Mureș, Transilvania, România, formată numai din satul de reședință cu același nume. Prima mențiune documentară este din anul 1332. 

## Biserica
În Sărățeni a existat o mănăstire franciscană, ale cărei urme nu se mai păstrează. Prima biserică a așezării a fost construită în a doua jumătate a secolului al XIII-lea. Semnele care sugerează acest lucru pot fi văzute la baza bisericii actuale și a unor ziduri ale acesteia.
Comunitatea a îmbrățișat protestantismul încă din secolul al XVI-lea. Conform documentelor de arhivă, între 1692 și 1695 biserica avea un pastor în persoana lui Kelemen Kovásznai.
Biserica actuală a fost construită între 1763 și 1766, după demolarea bisericii vechi, aflată într-o stare precară. Turnul înalt de 47 m are trei clopote. A fost renovată de mai multe ori de-a lungul secolelor, cel mai recent în anul 2003.
Comunitatea reformată din Sărățeni numără peste 800 de suflete. Pastorii care au slujit de-a lungul timpului în biserica reformată din Sărățeni au fost:  Kovásznai Kelemen (1695-1713; 1723-1727), Szentsimoni Mihály (1713-1714), Zágoni András (1714-1723), Sánta István (1727-1729), Dálnoki Mihály (1731-1732), Vass János (1733), Csernátfalusi Kiss András (1734-1742), Gidófalvi Balog Péter (1742-1752), Török Ferencz (1752-1779), Simon István (1779-1783), Kibédi Péter László (1783-1829), Rákosi György (1829-1833), Muzsnai Sámuel (1833-1860), Tóth Márton (1861-1892), Biró Géza (1894-1927), Máthé Elek (1930-1939), Lőrincz András (1939-1968), Wass Lajos (1968-1998), Tatár Tibor jr. (1998–).

## Imagini din exterior

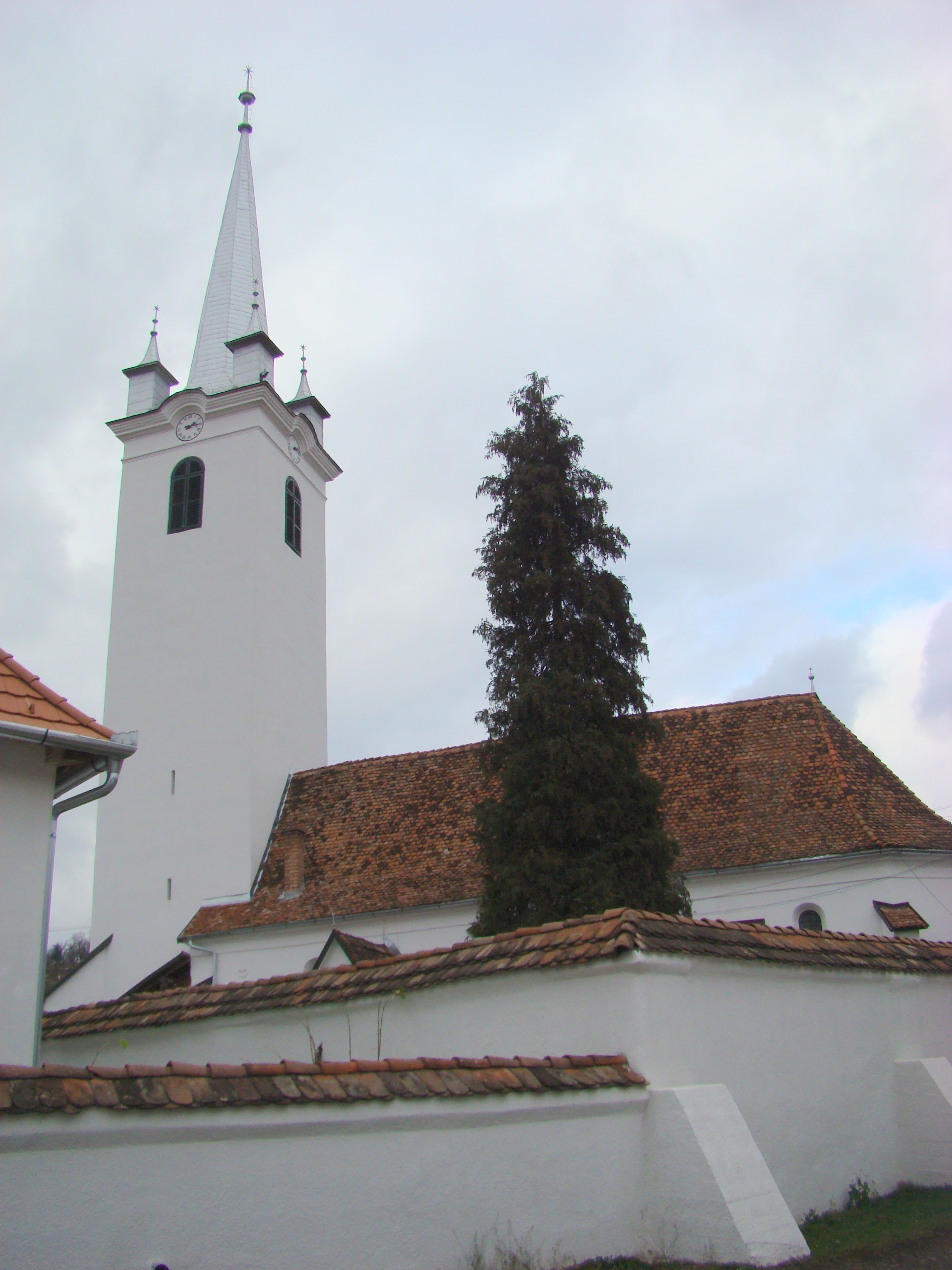
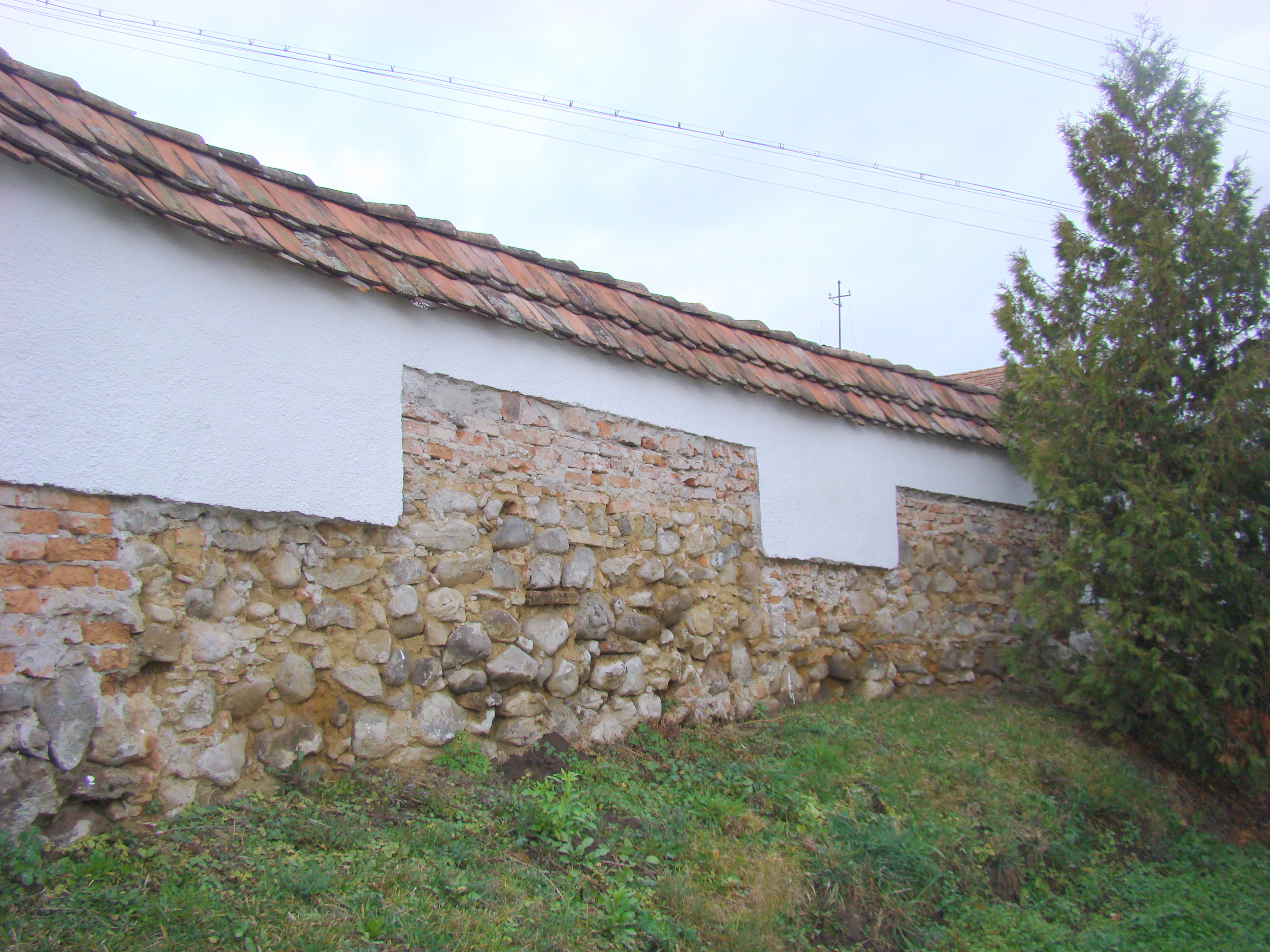
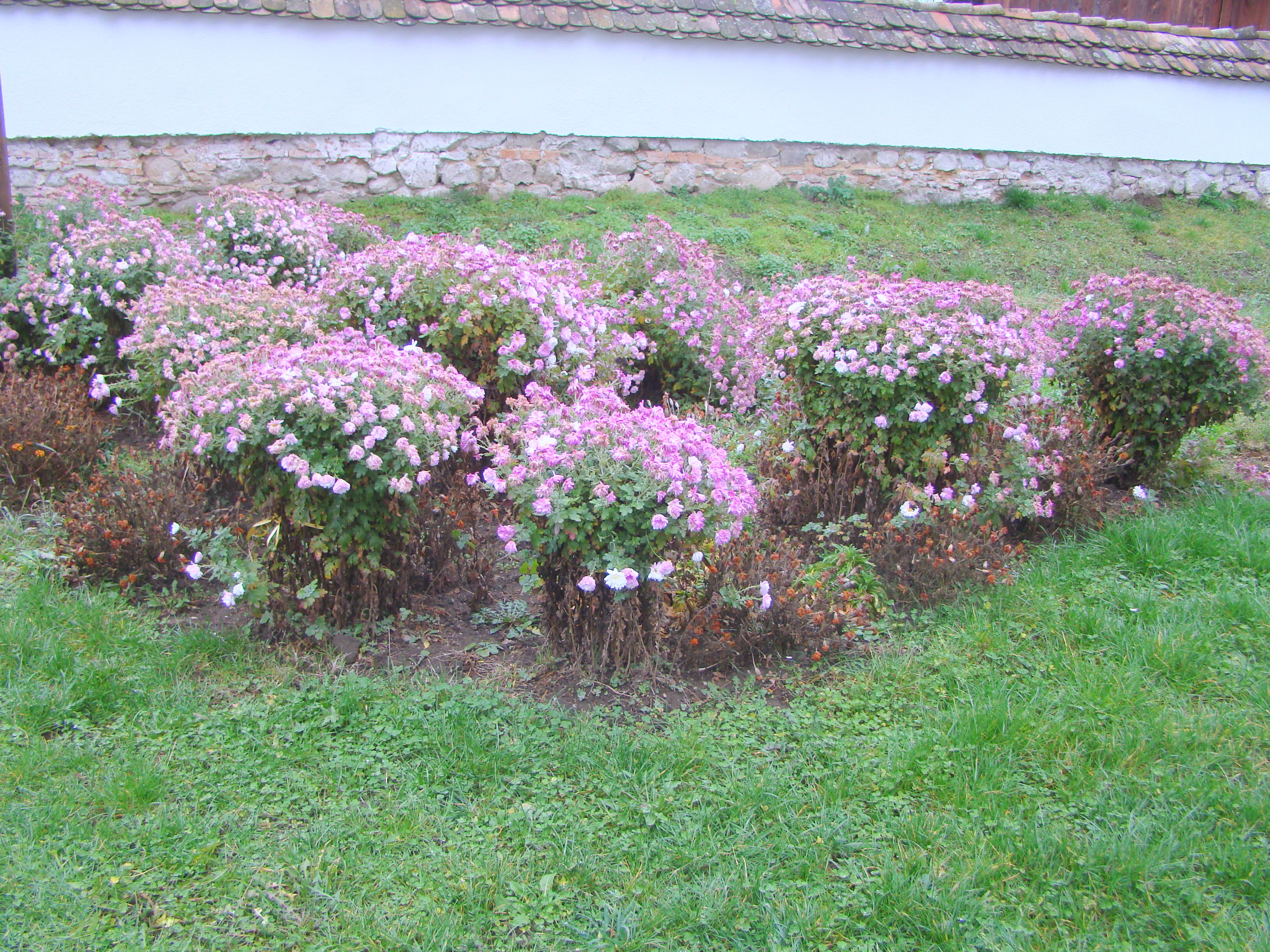
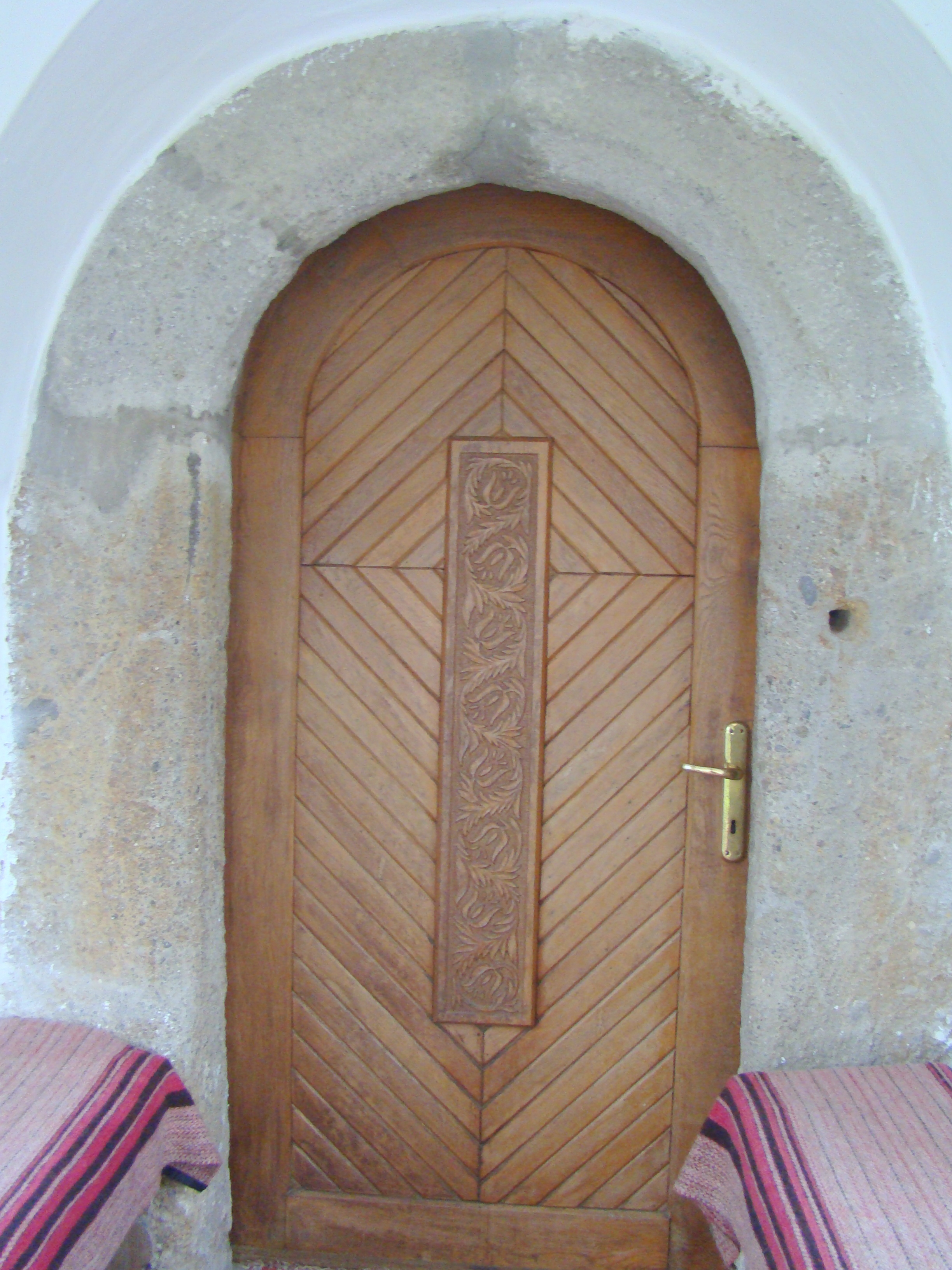
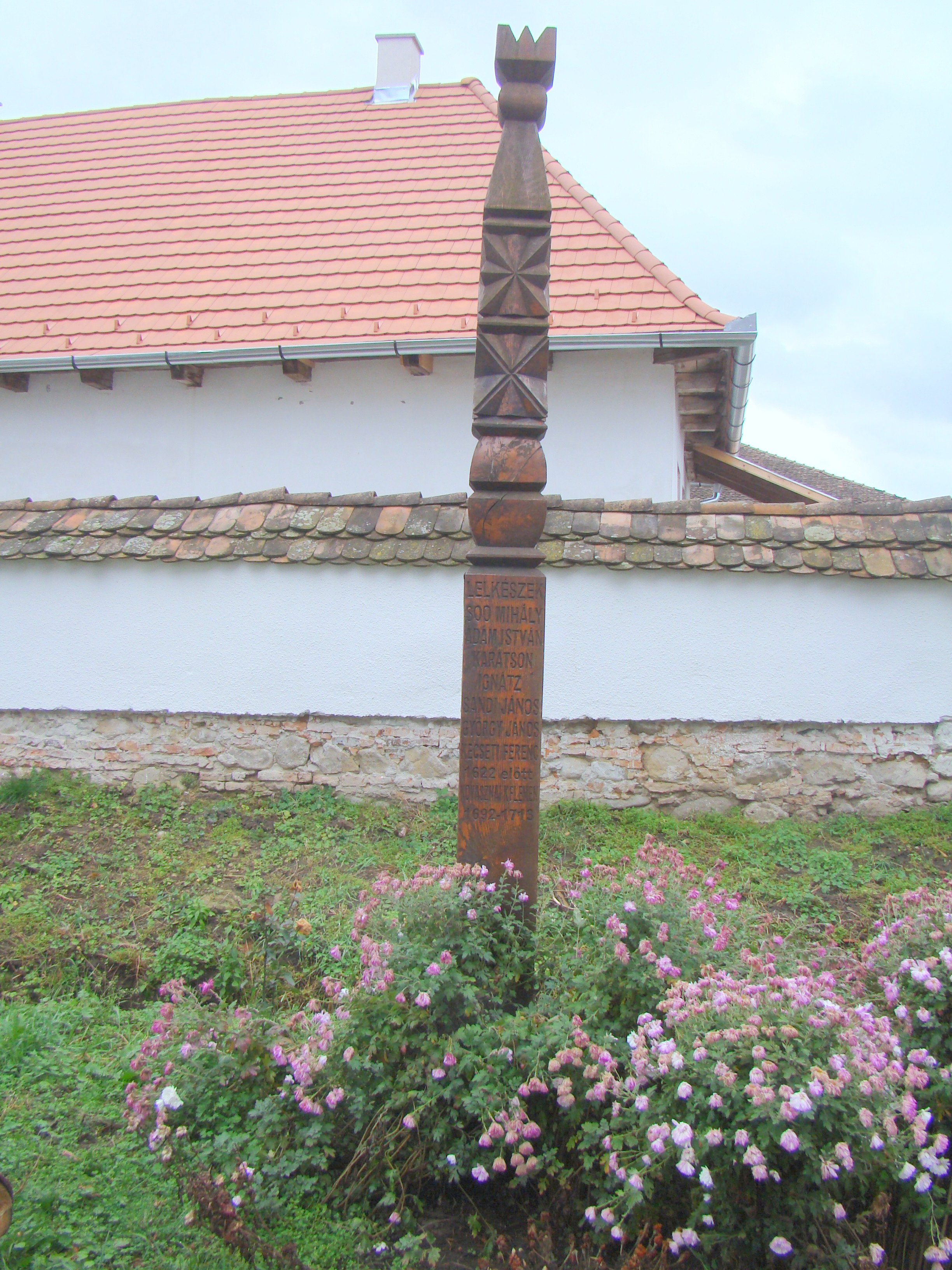
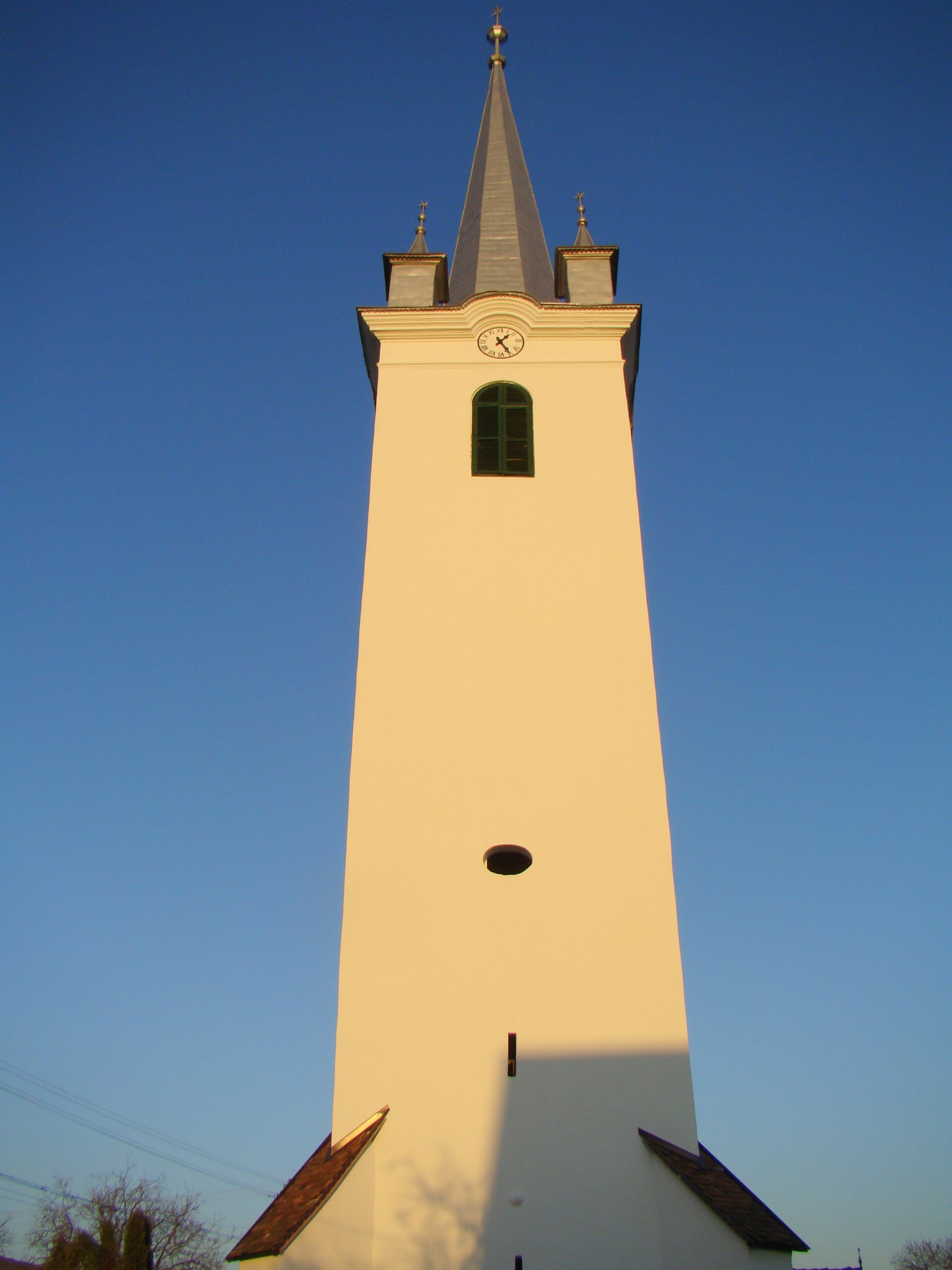
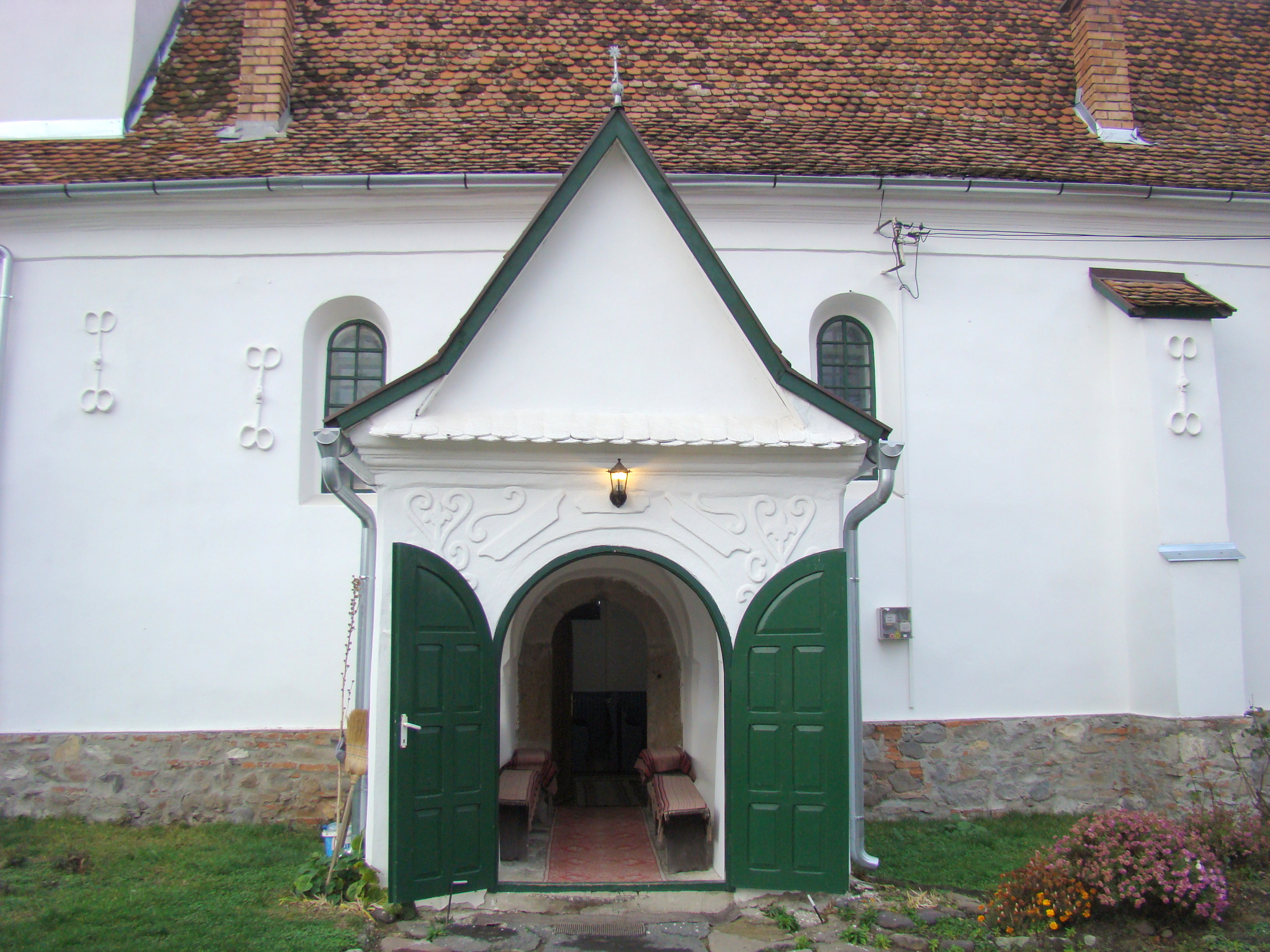
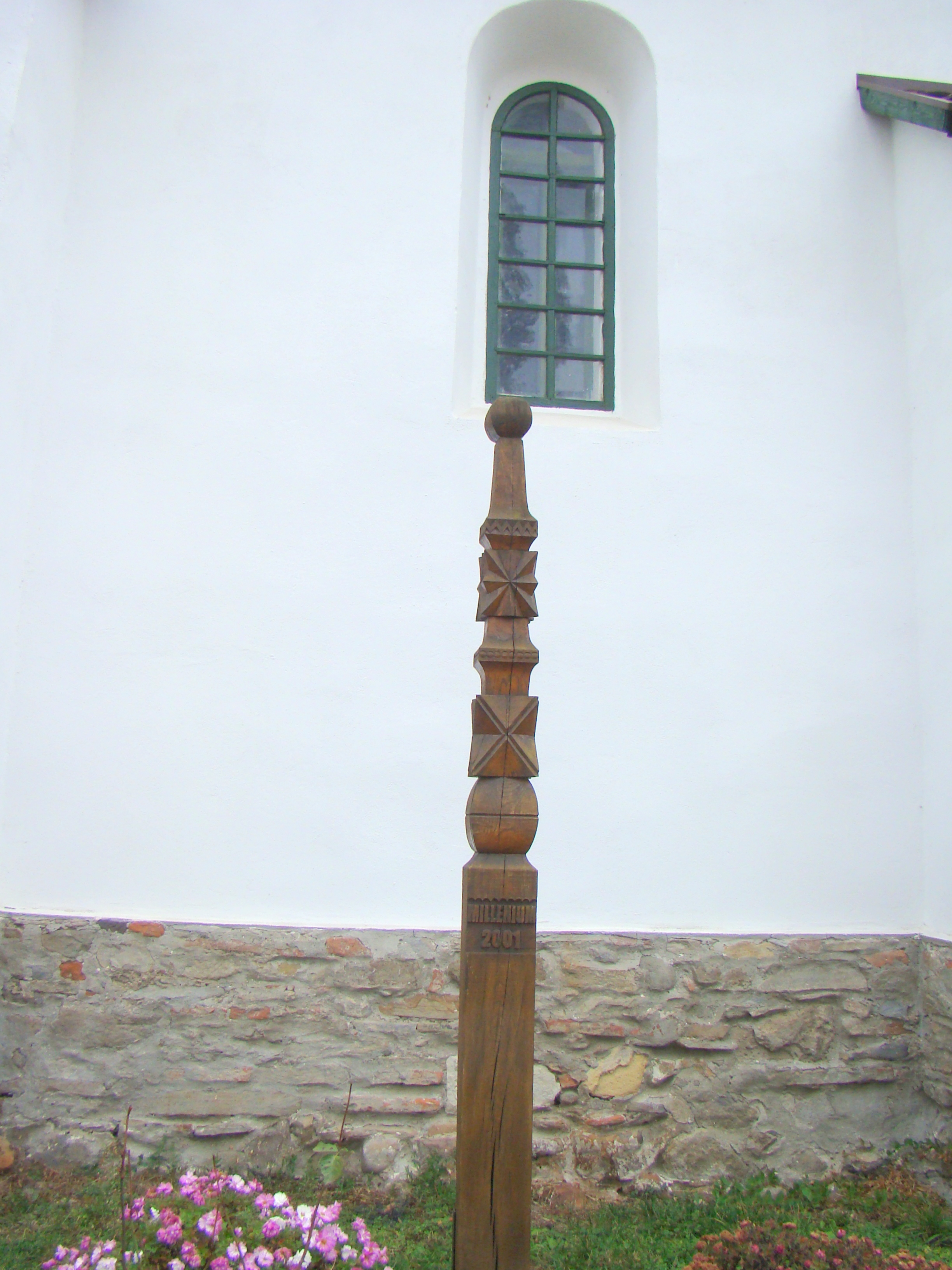
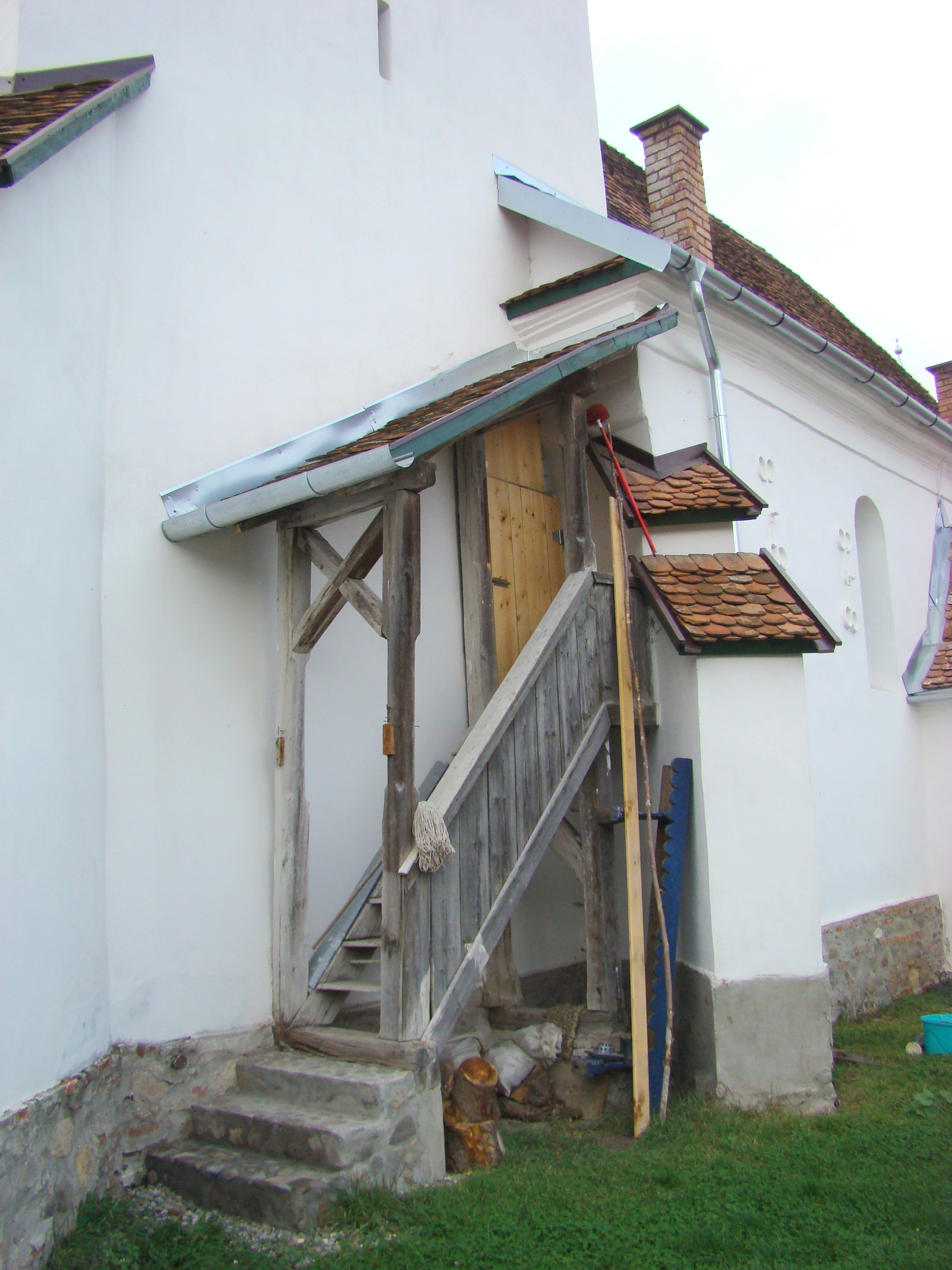
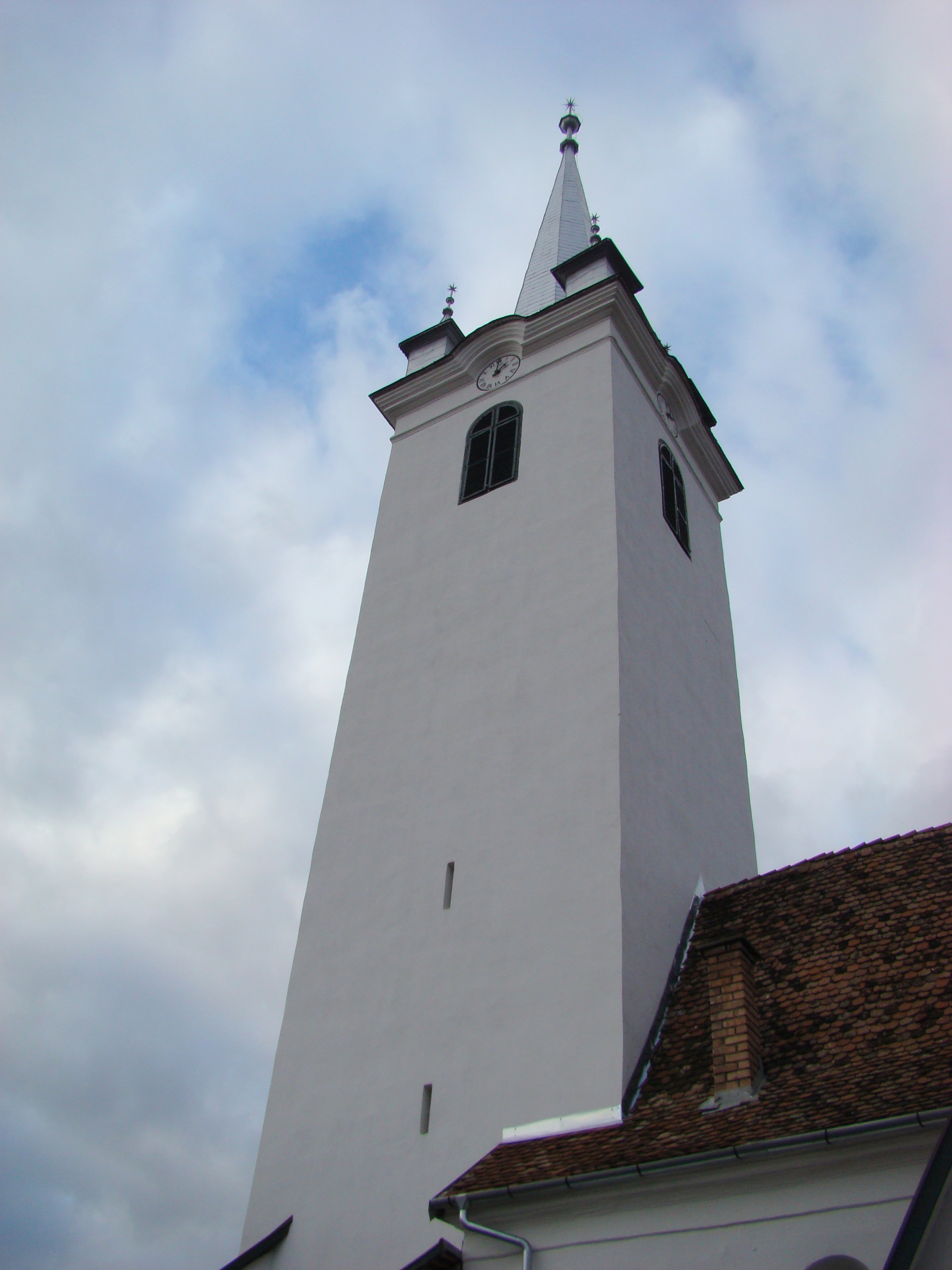
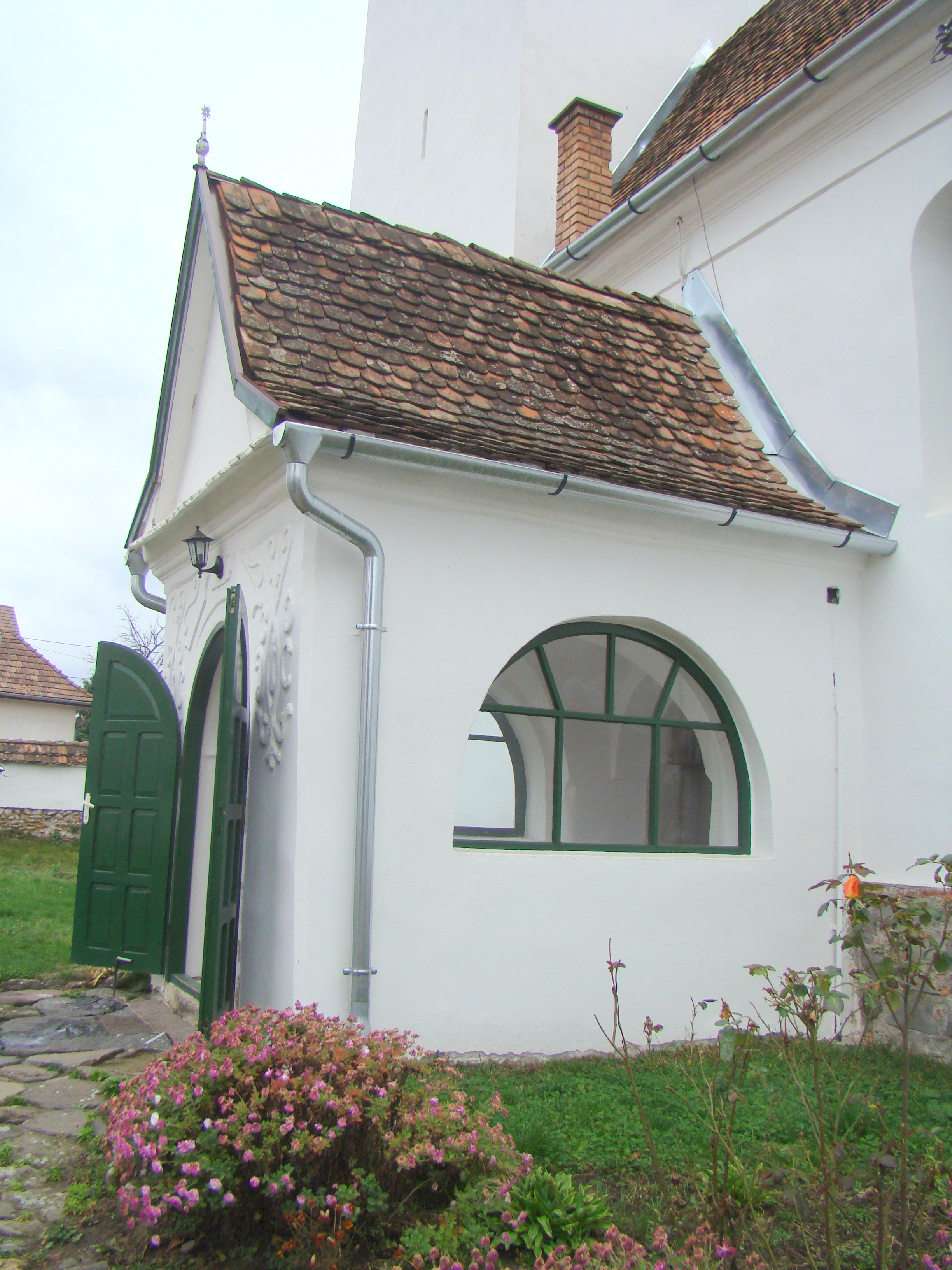
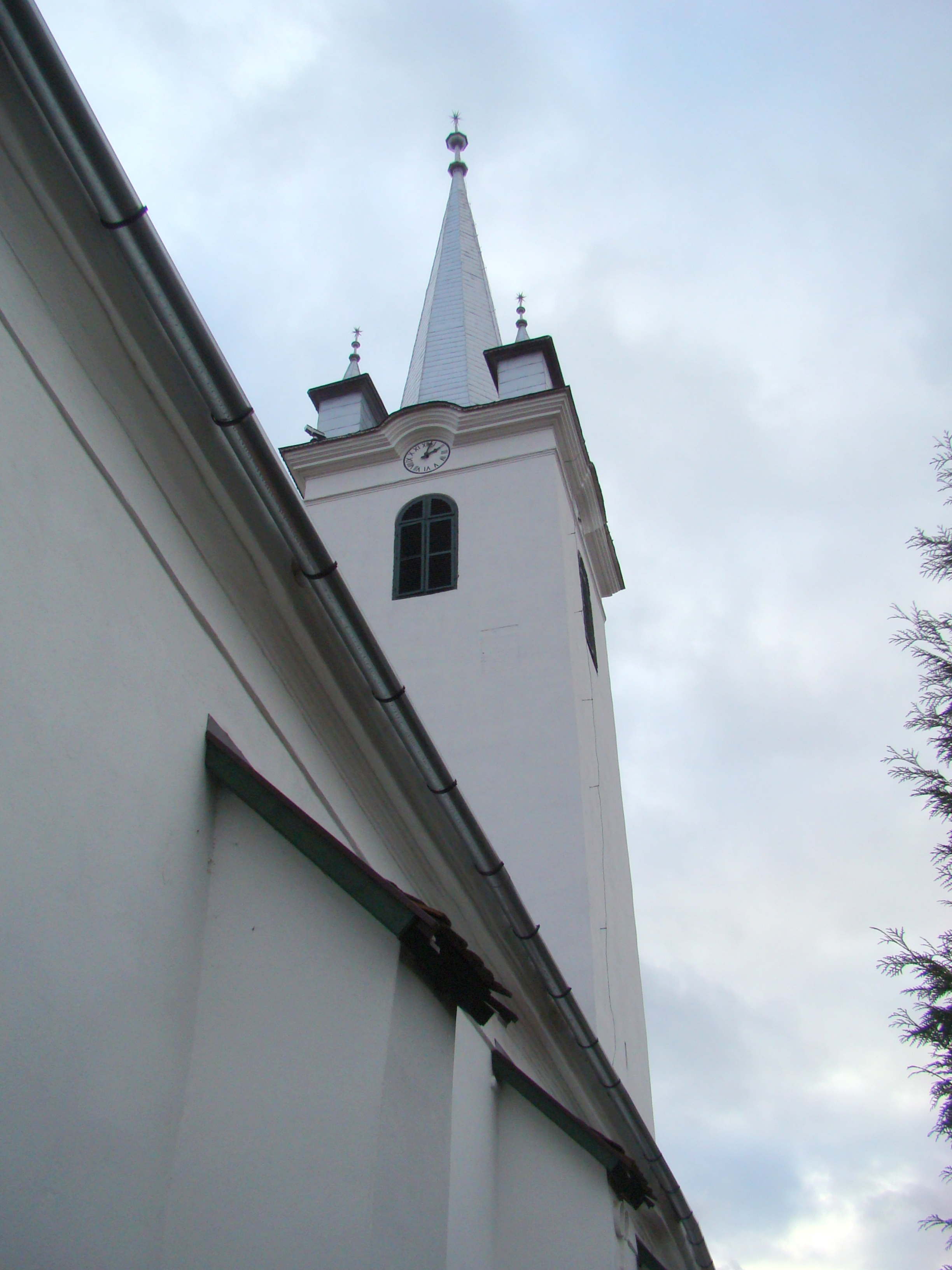
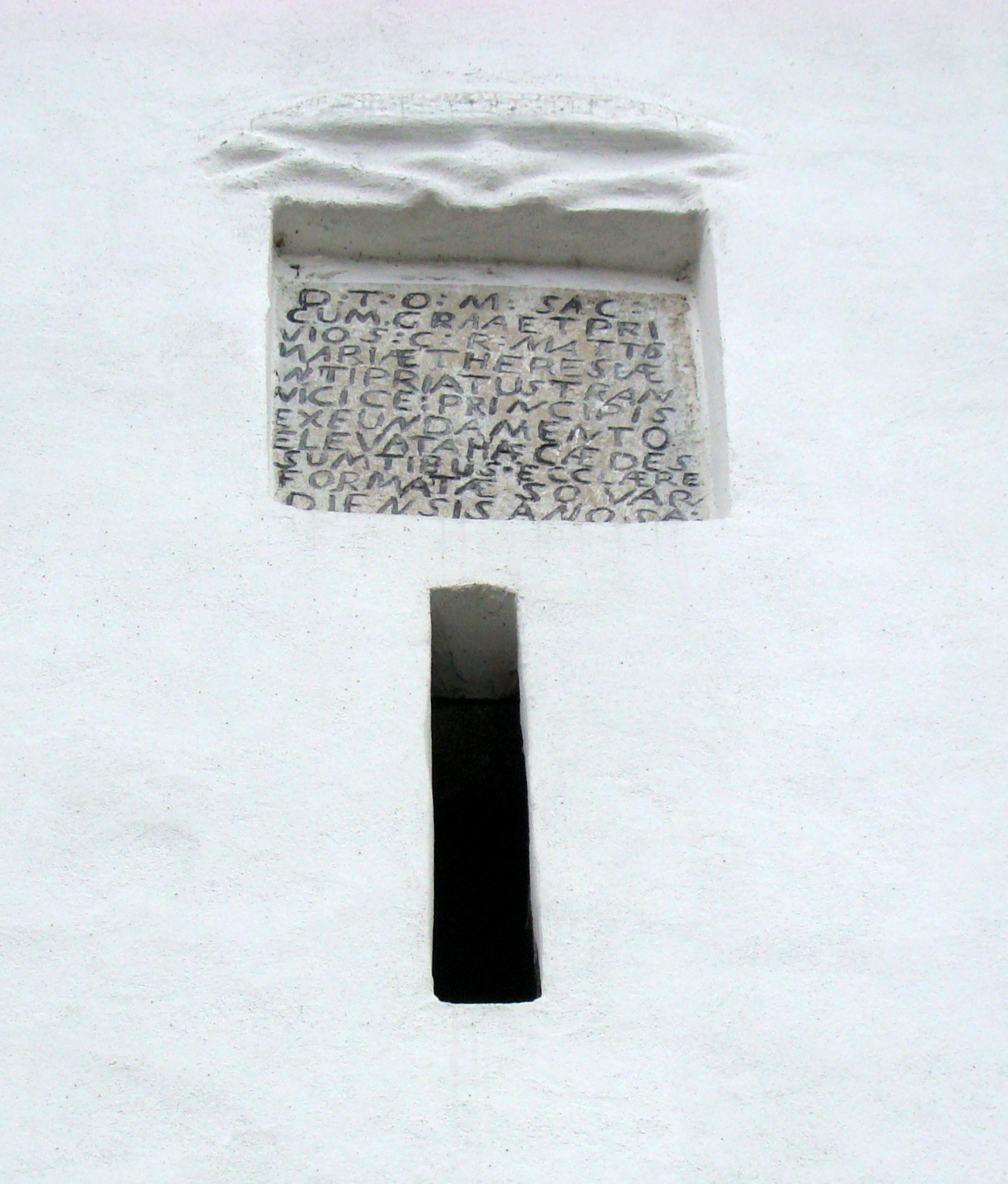
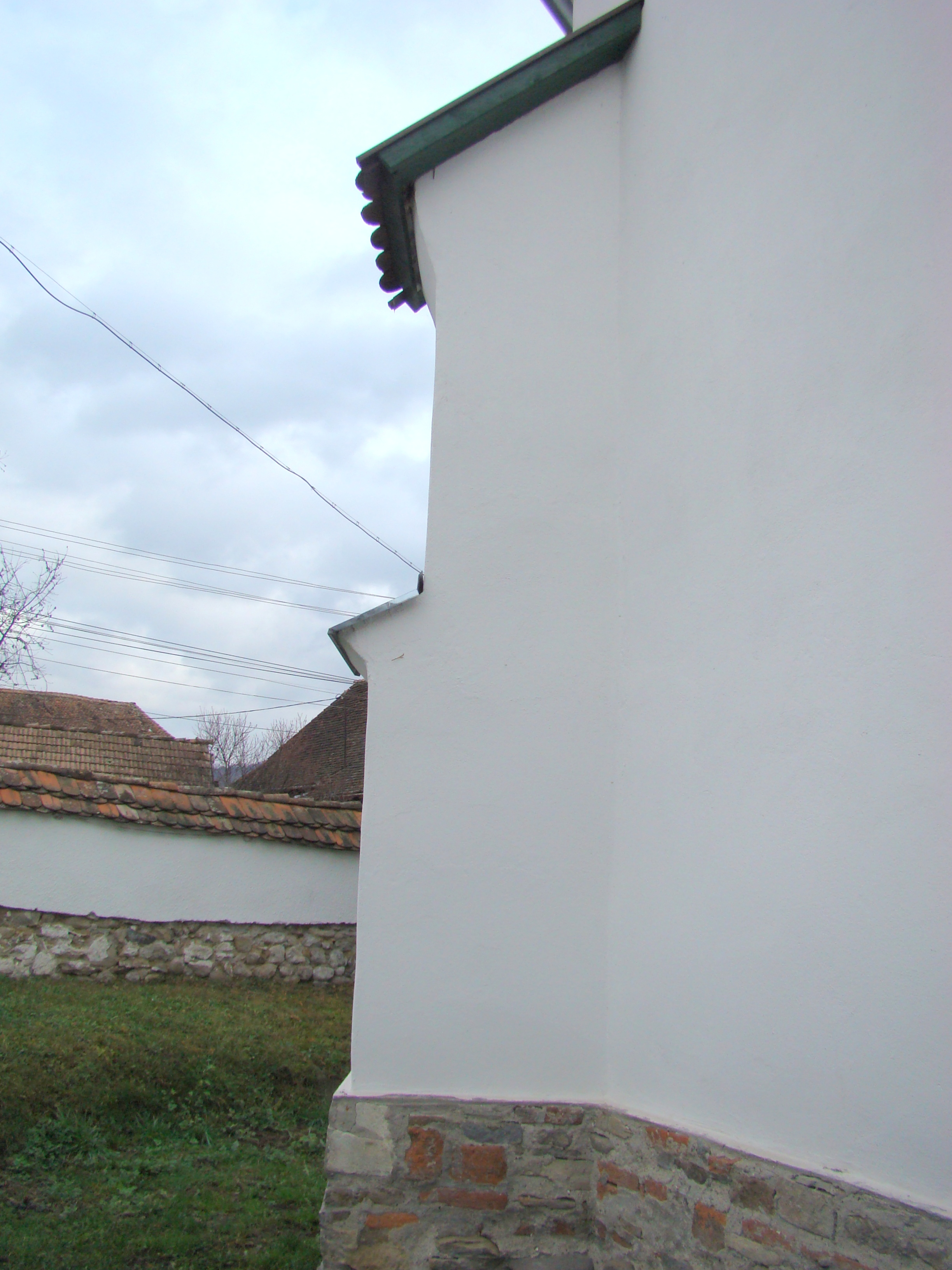
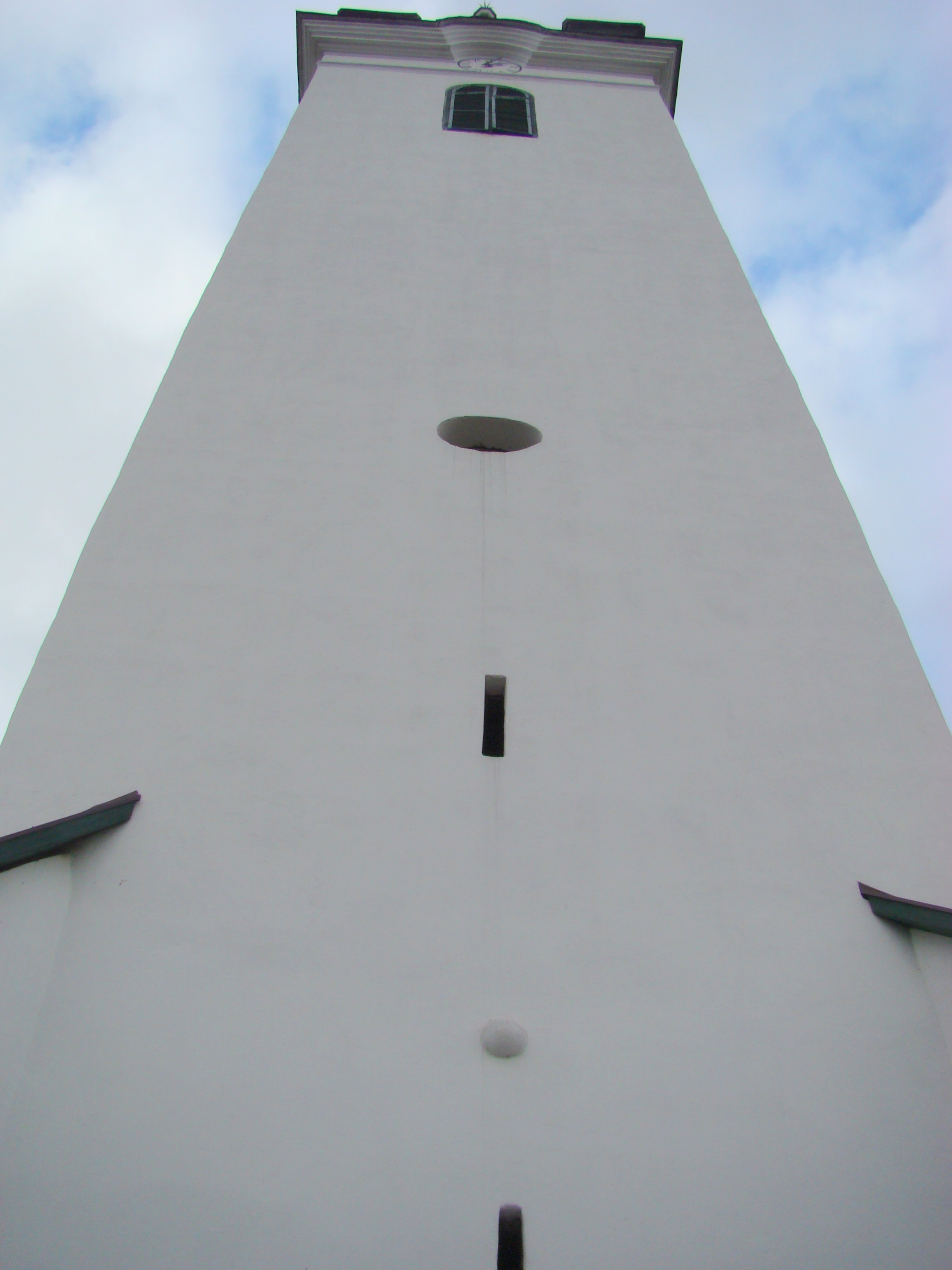
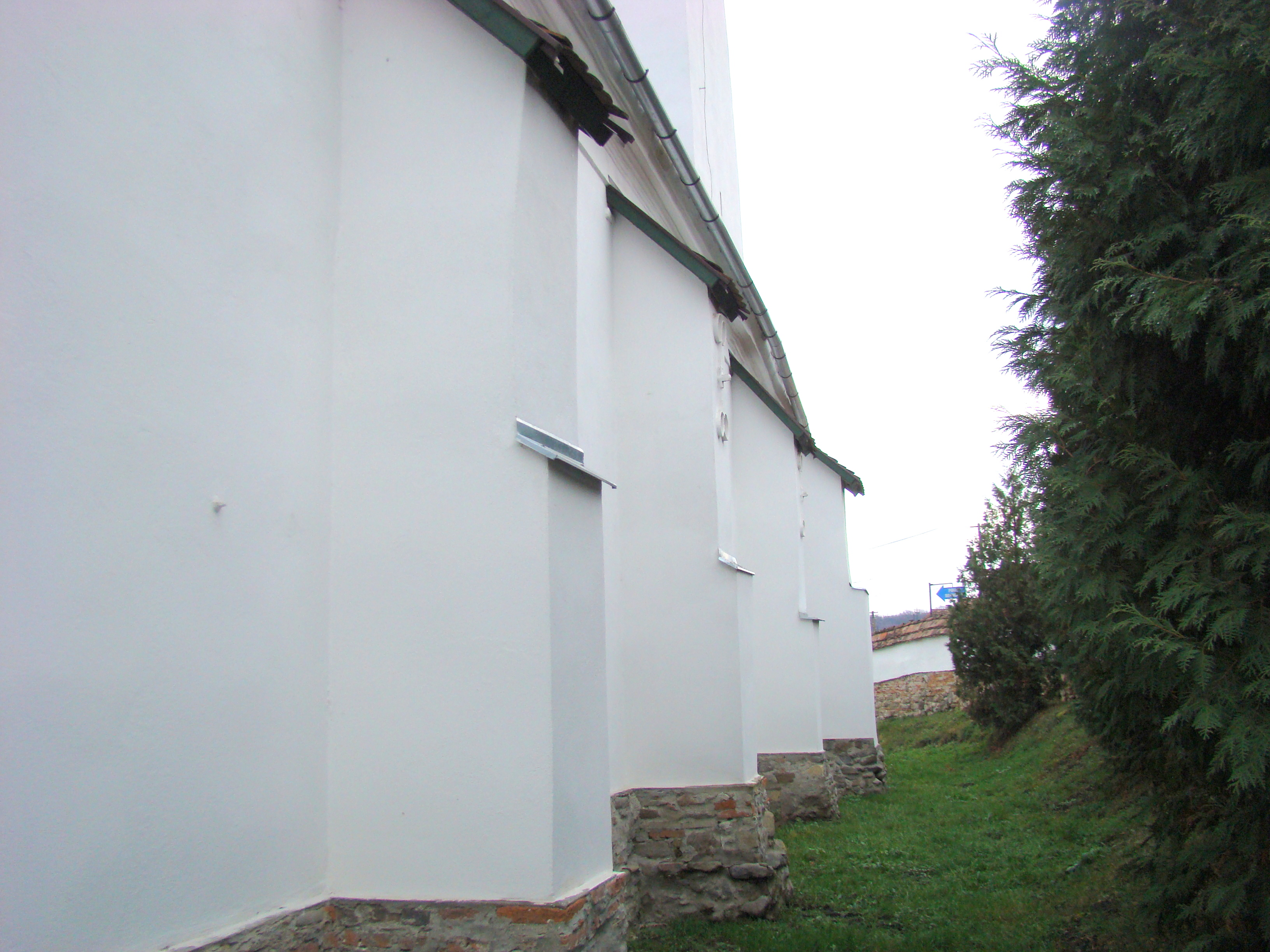
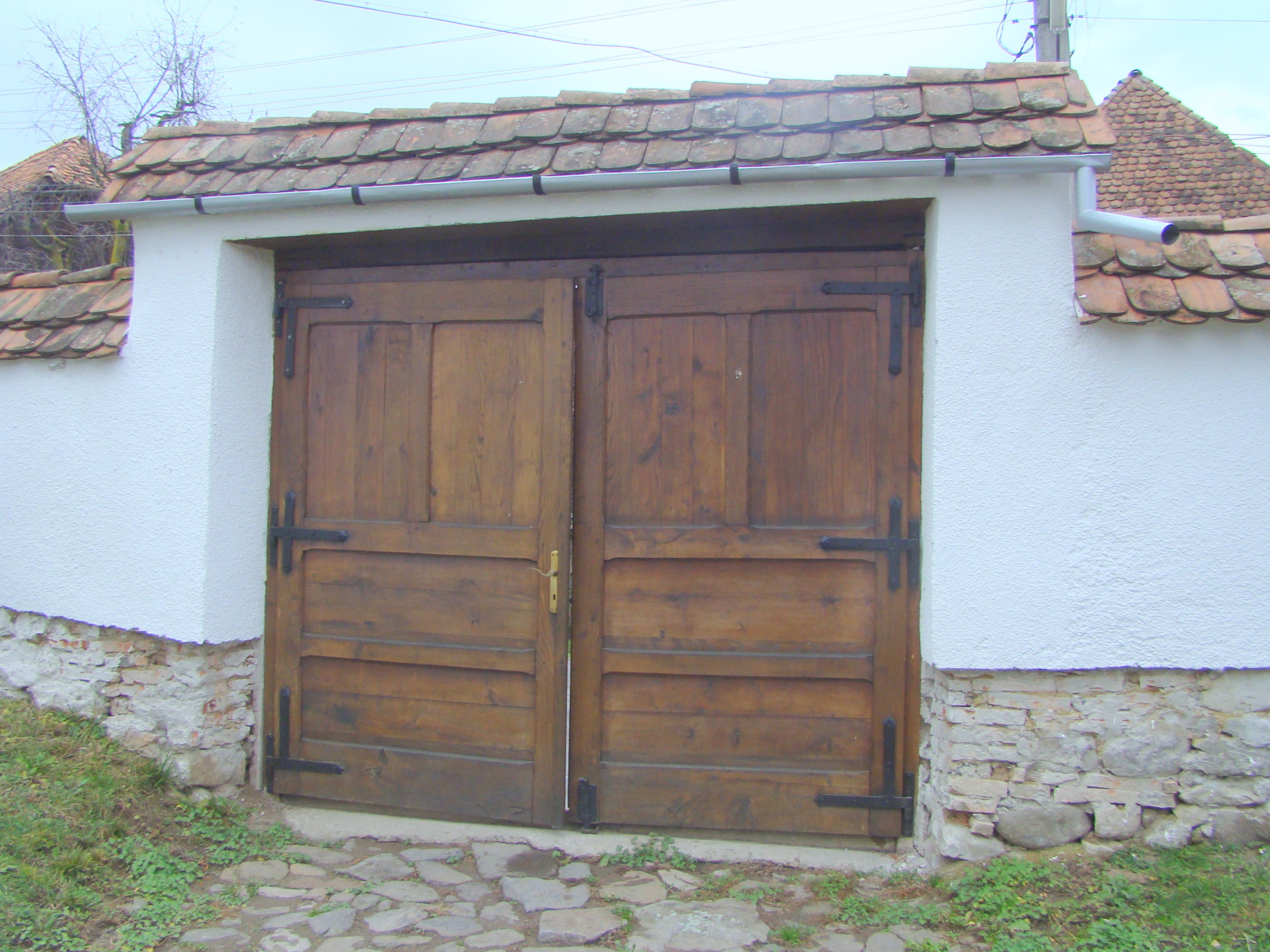
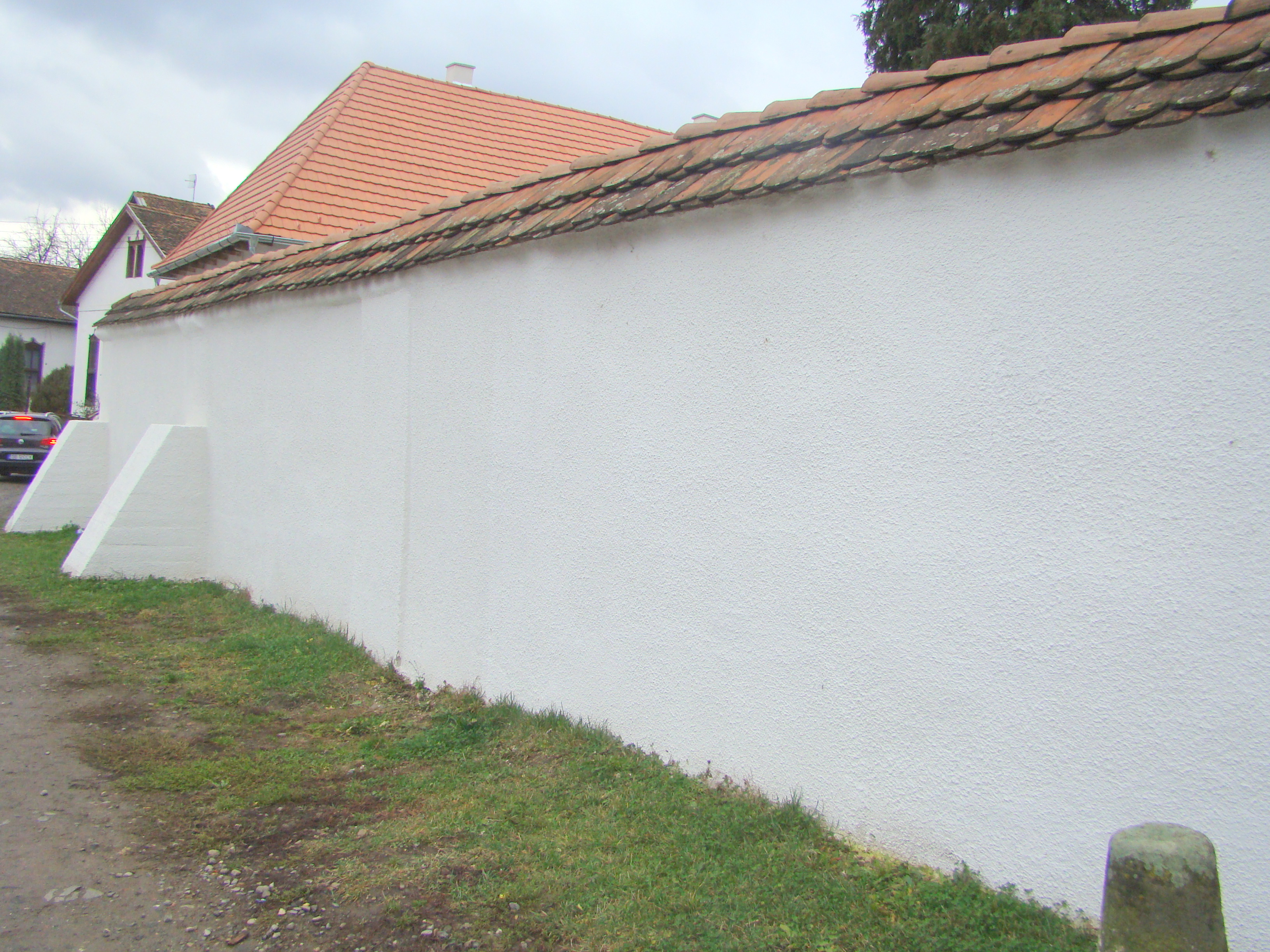
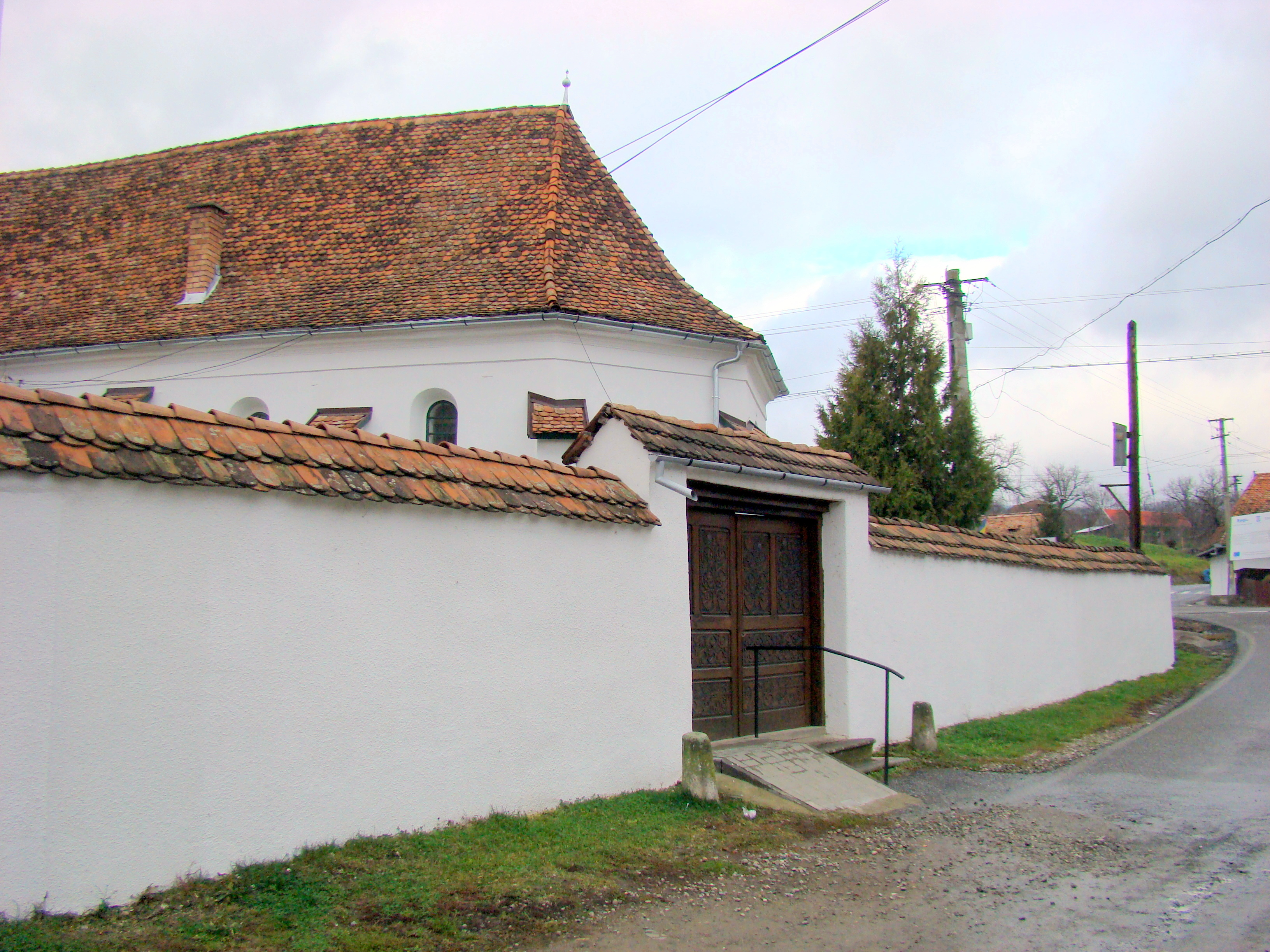
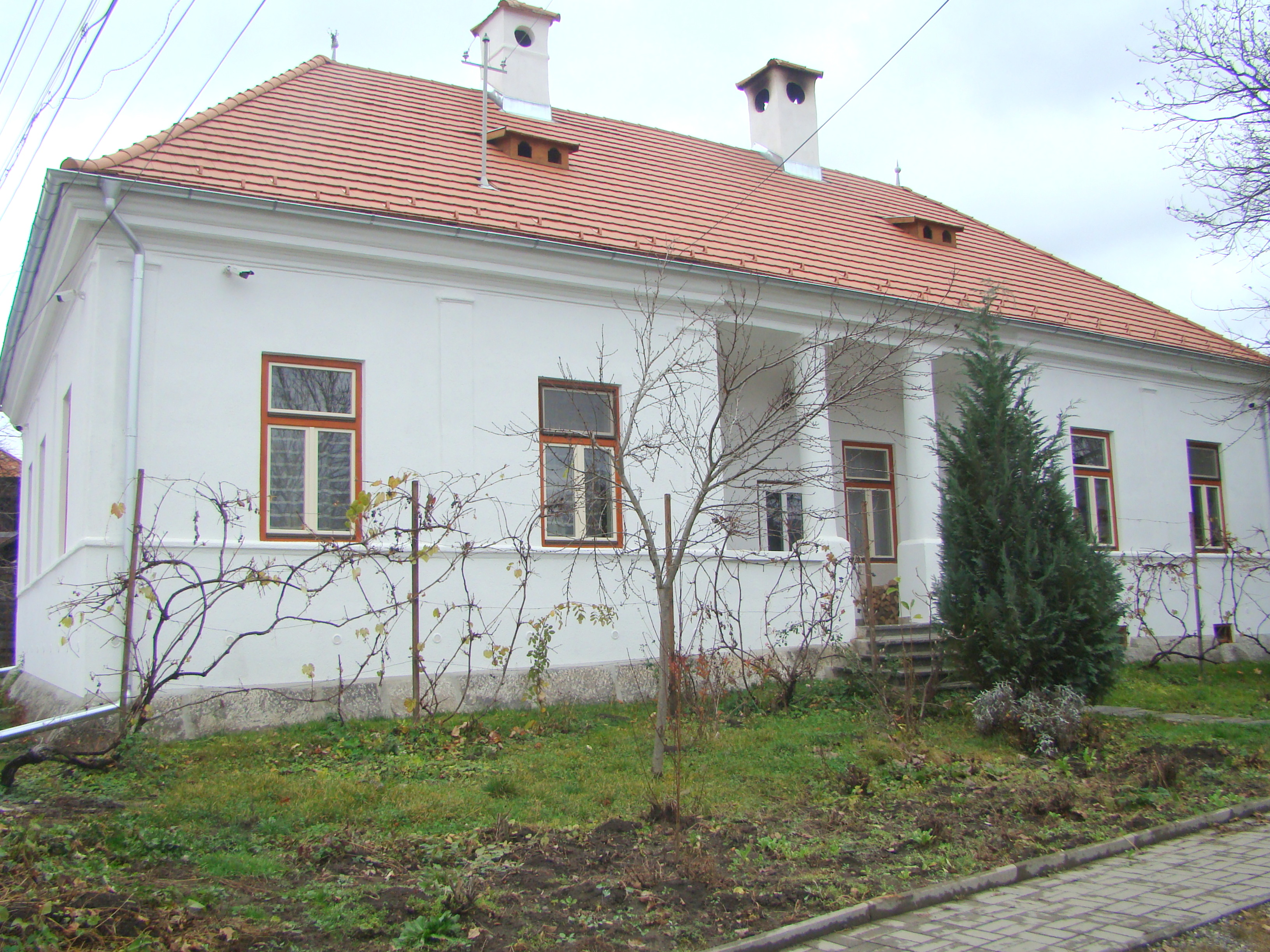

## Vezi și
- Sărățeni, Mureș

## Imagini din interior

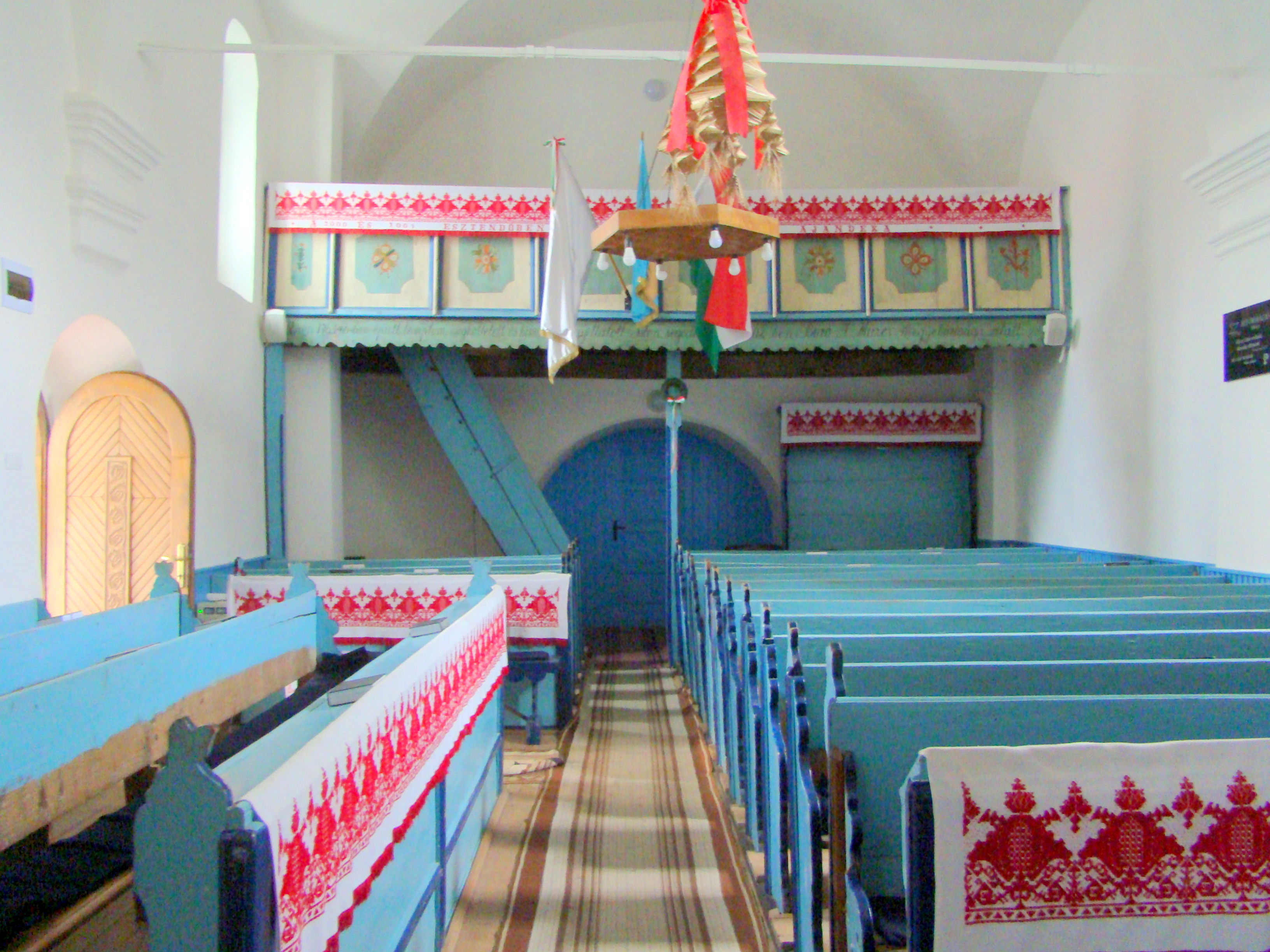
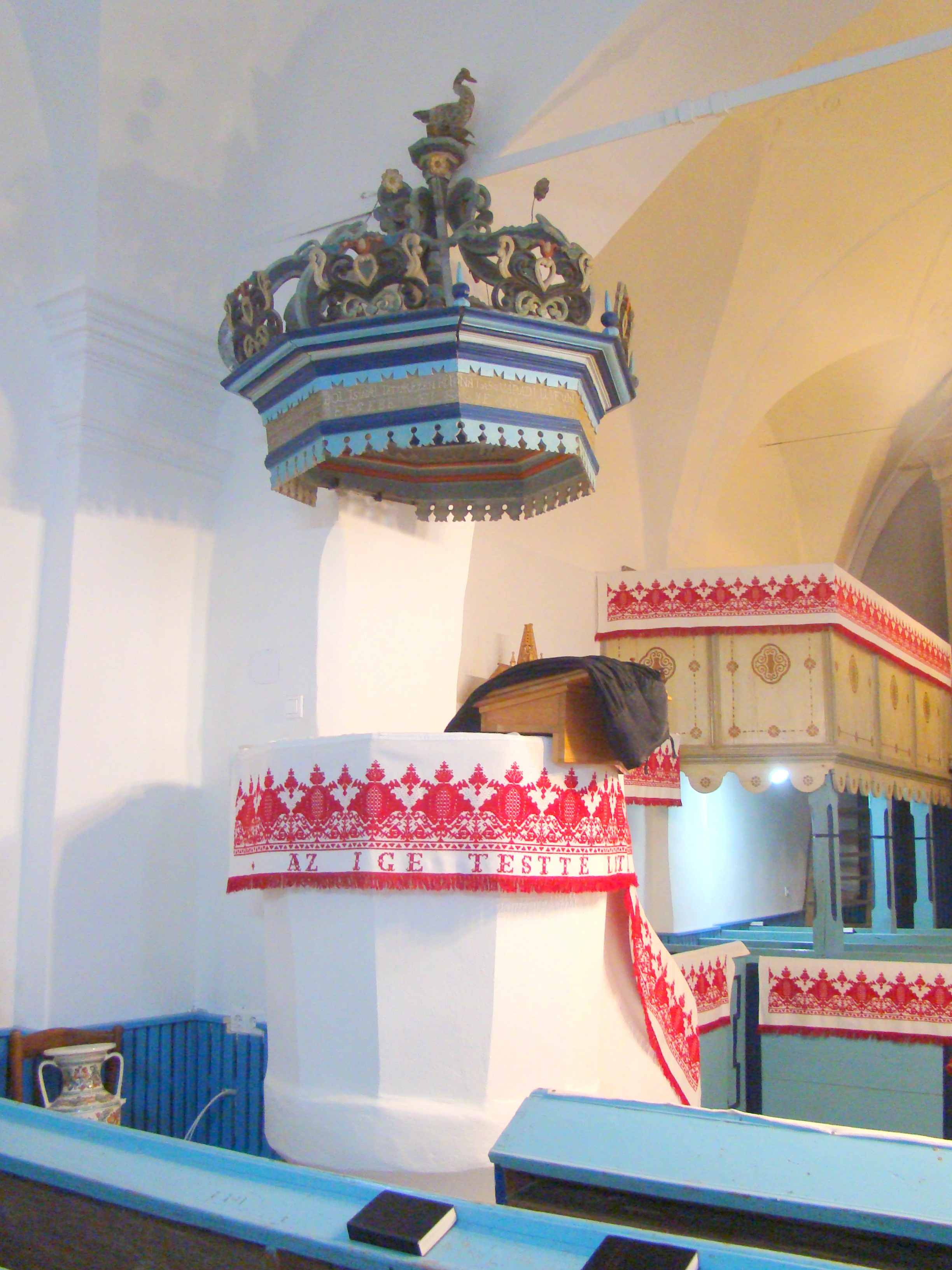
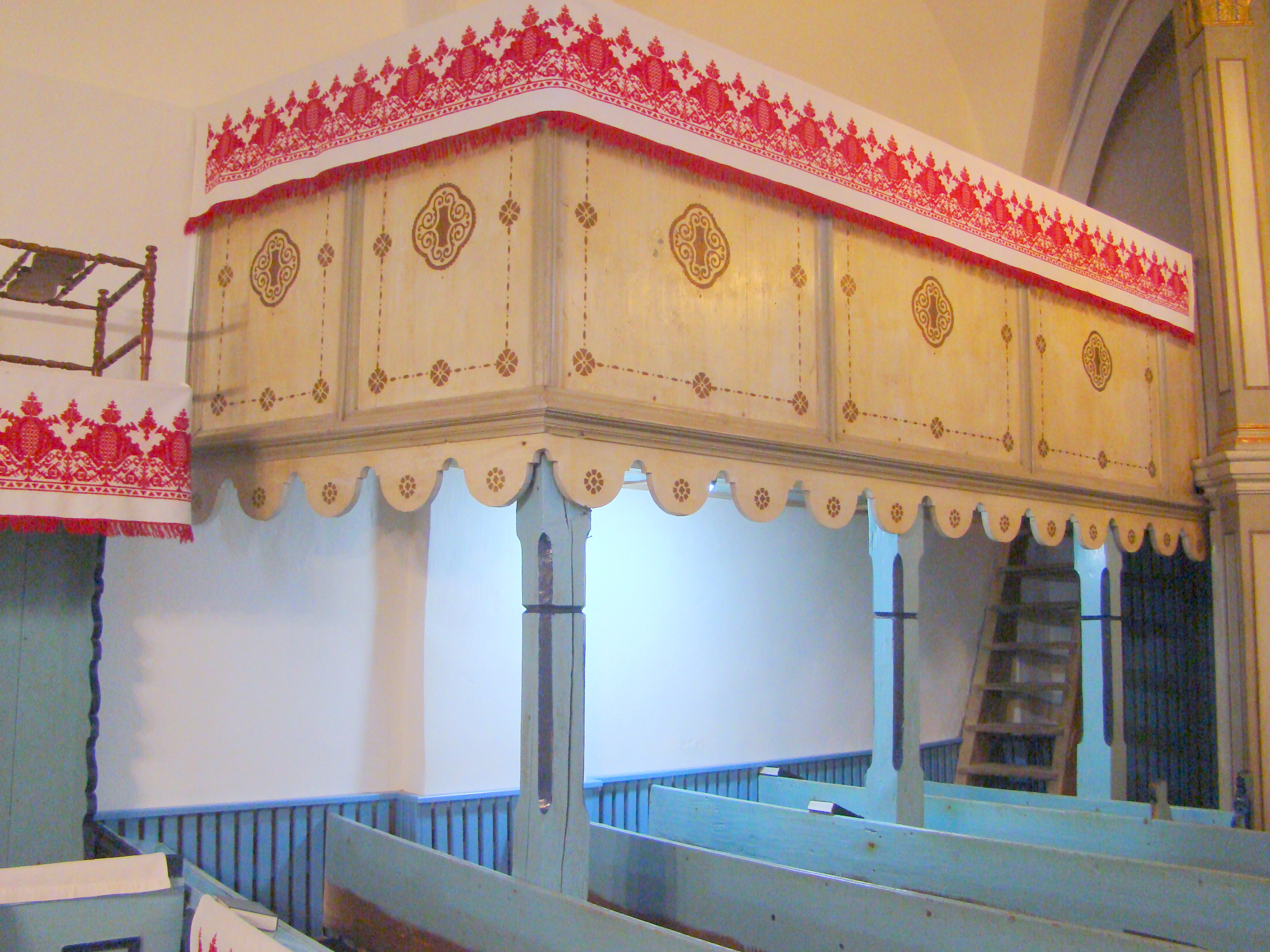
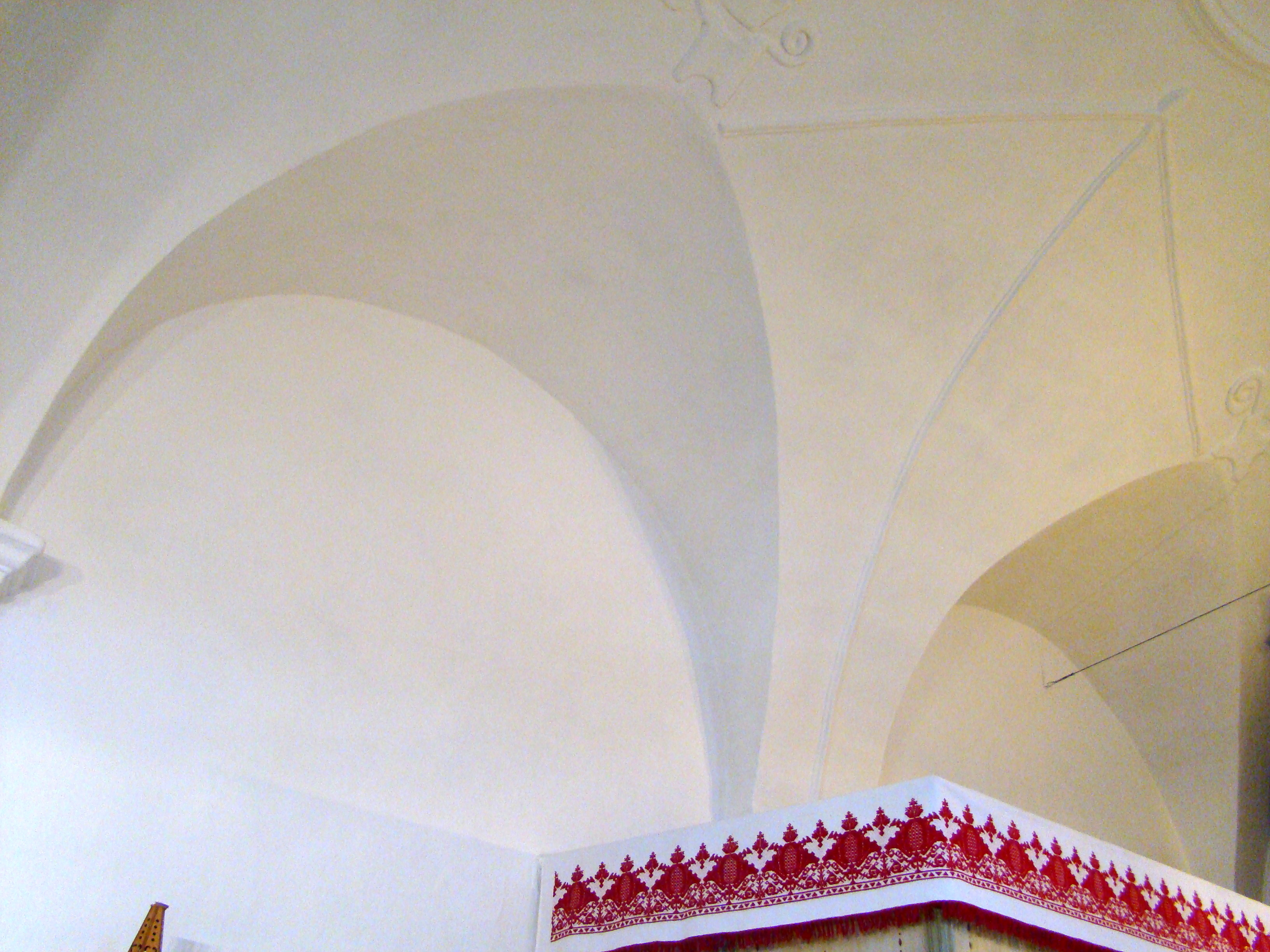
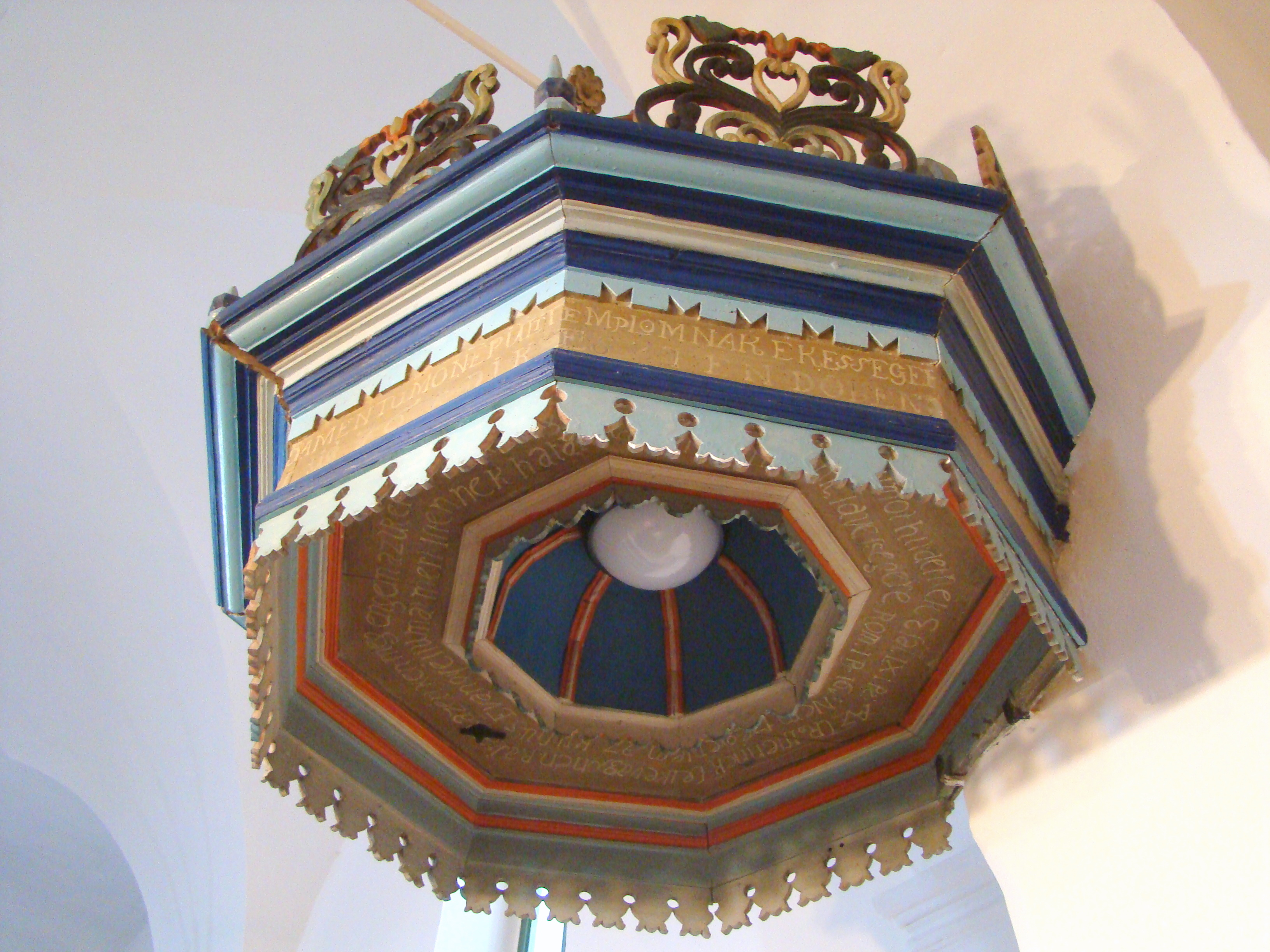
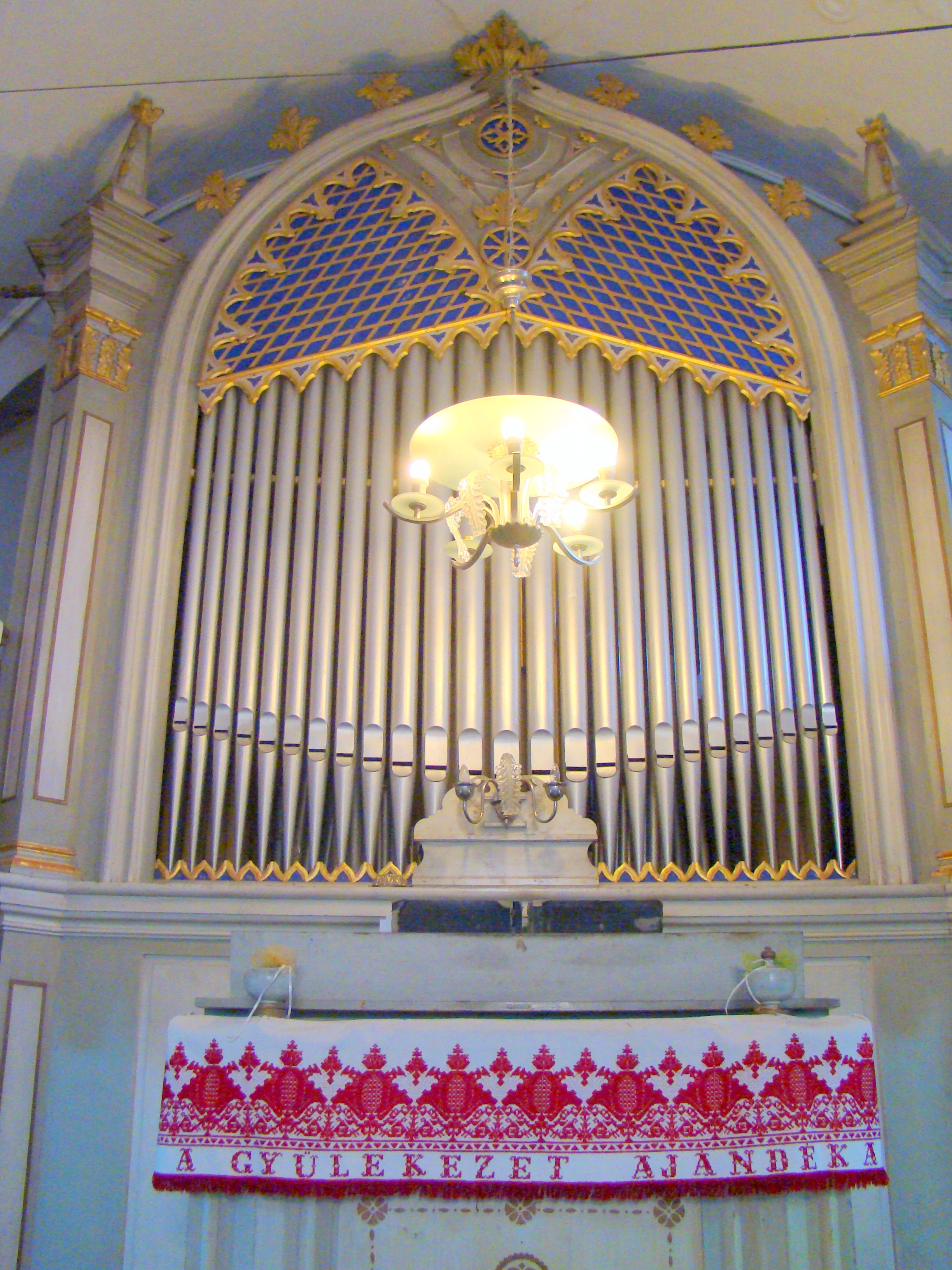
Orga cu 11 registre a fost construită în anul 1873 de Kolonics István
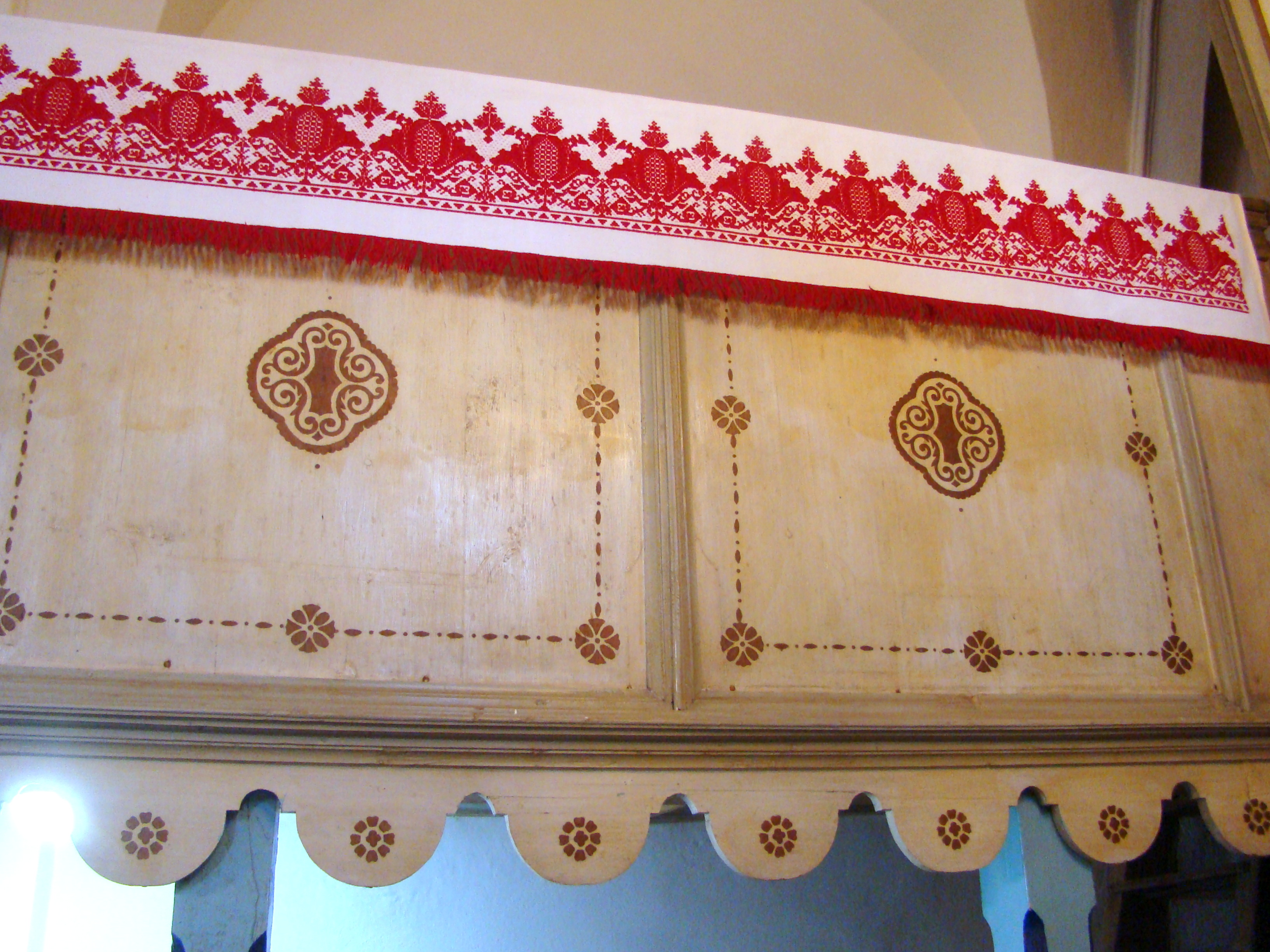
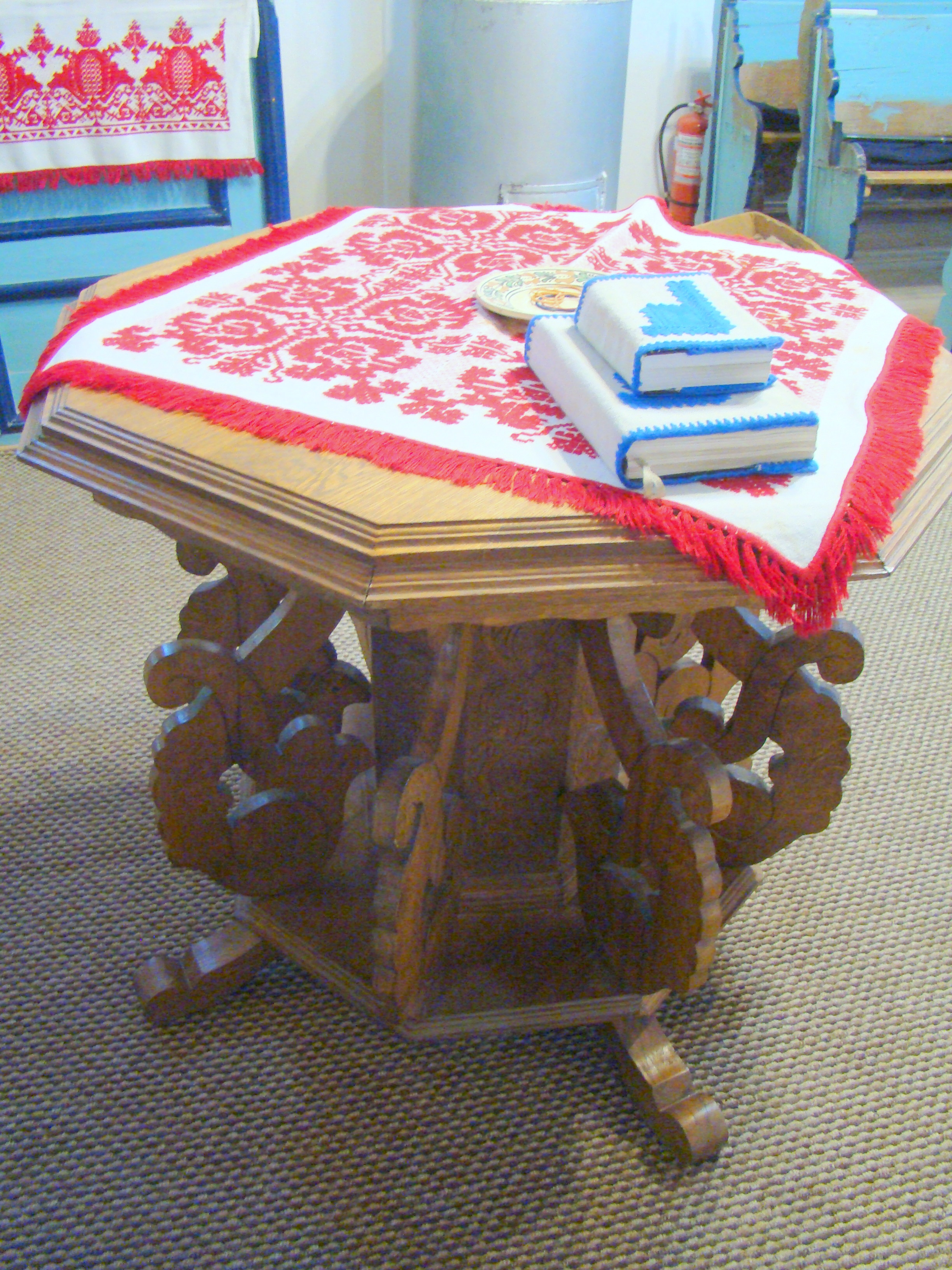
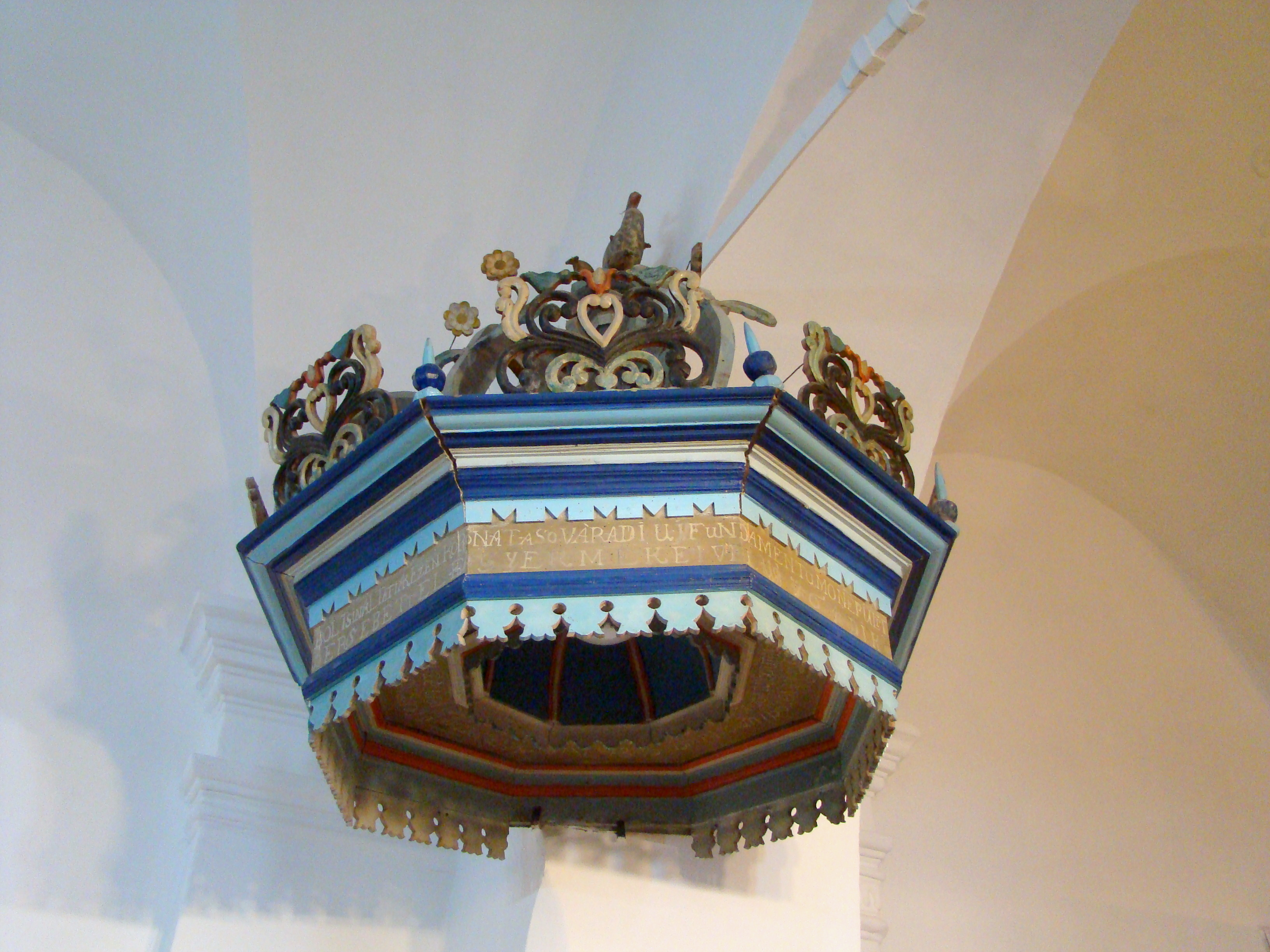
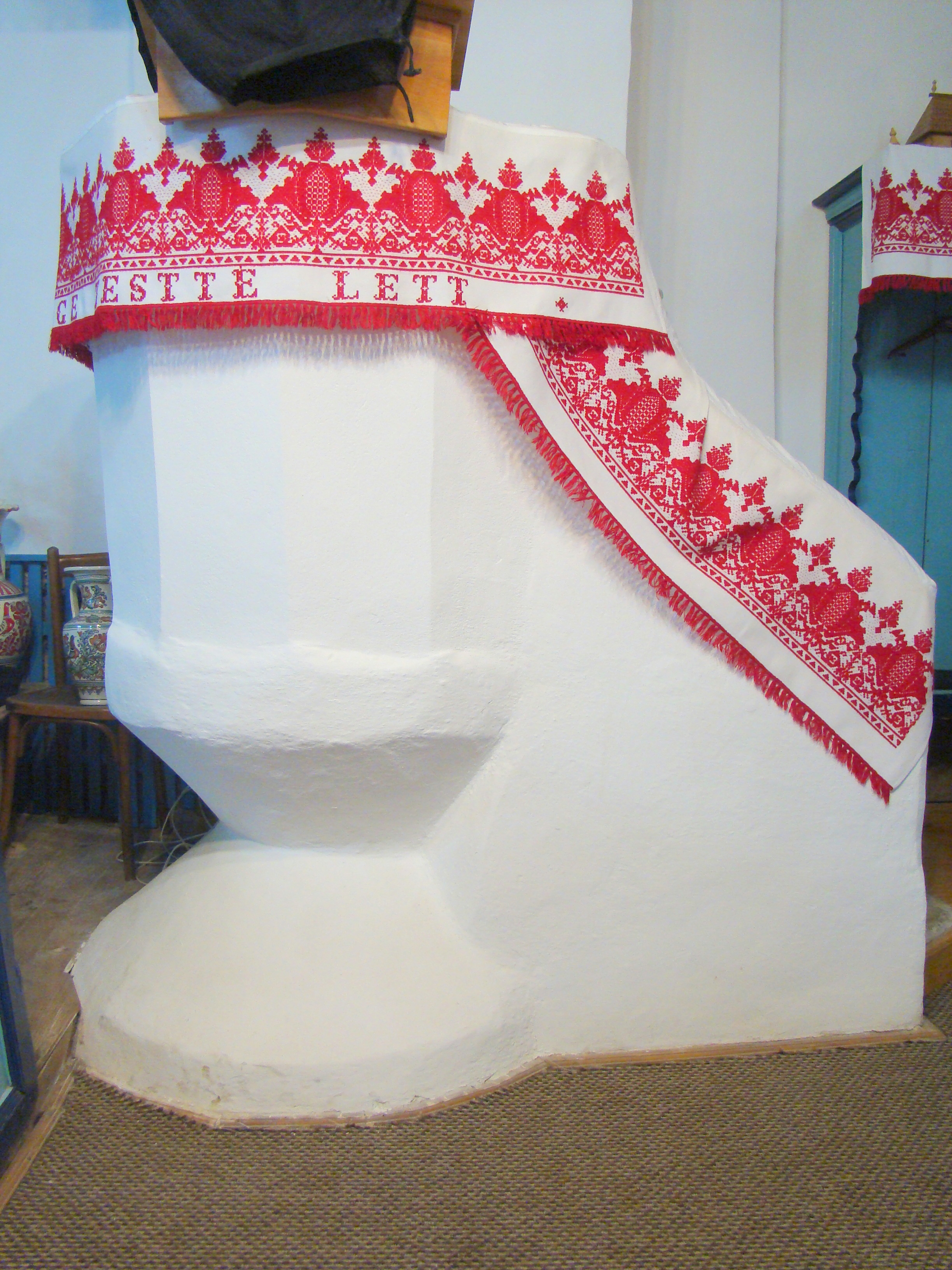
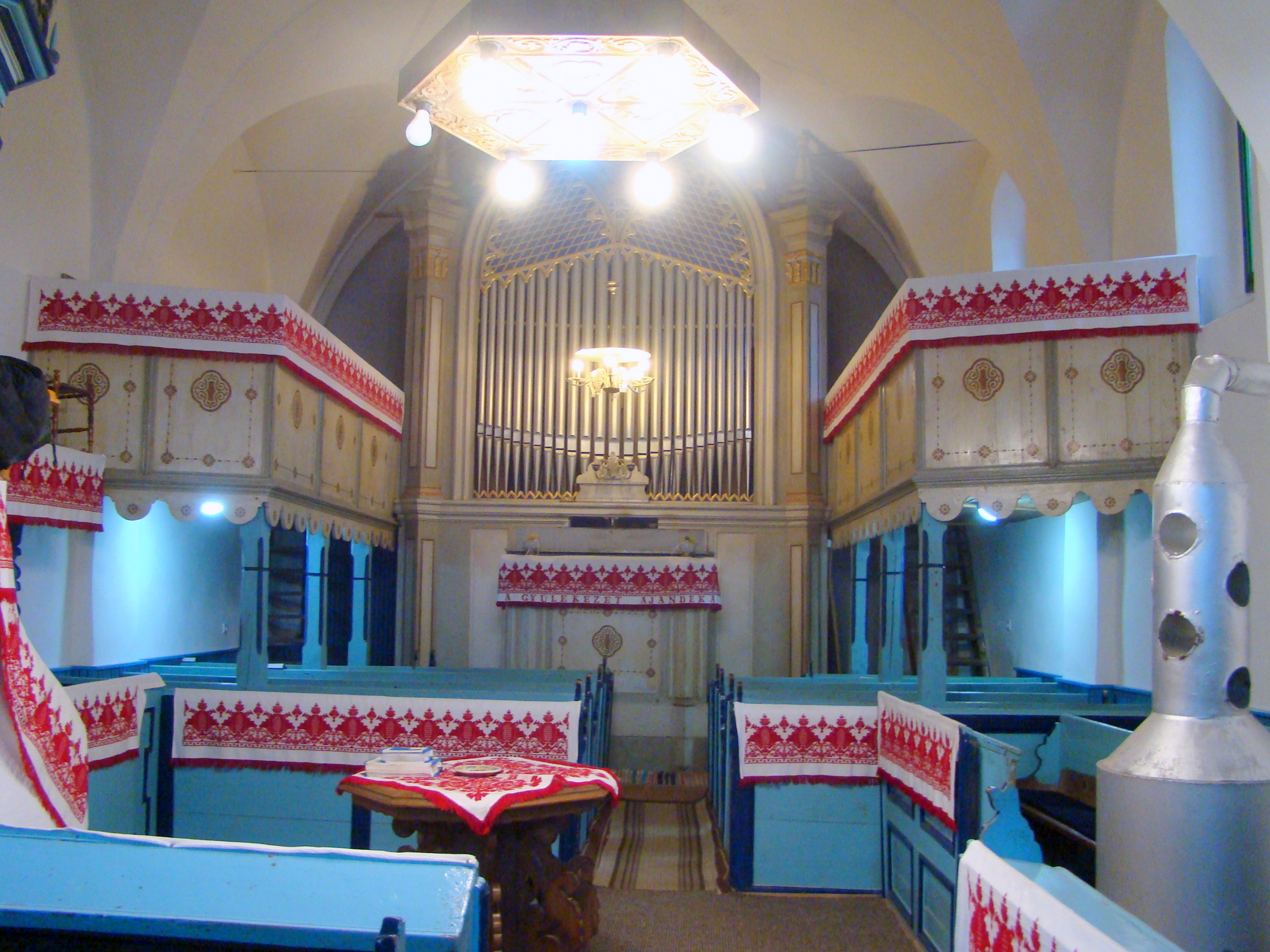
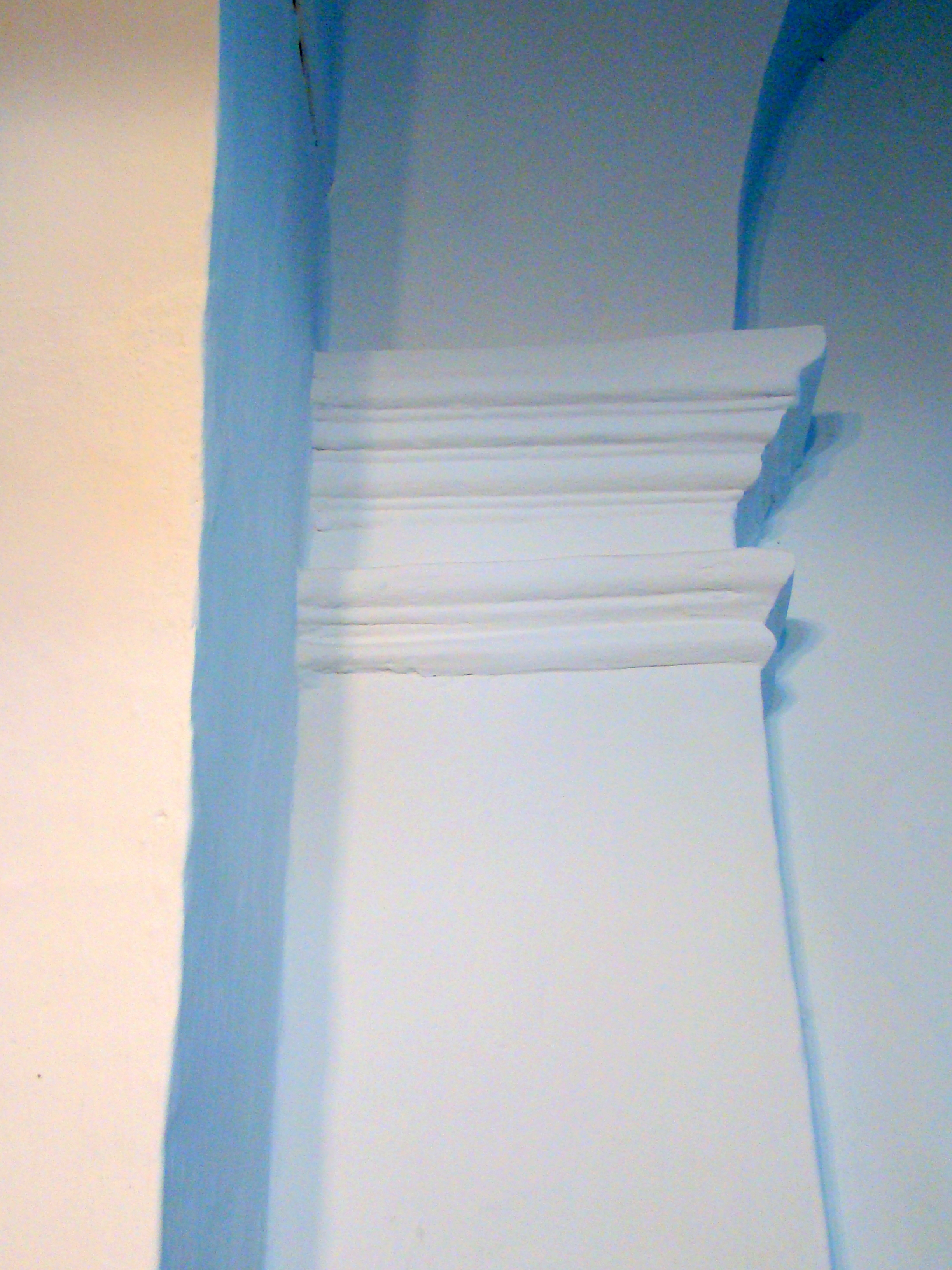
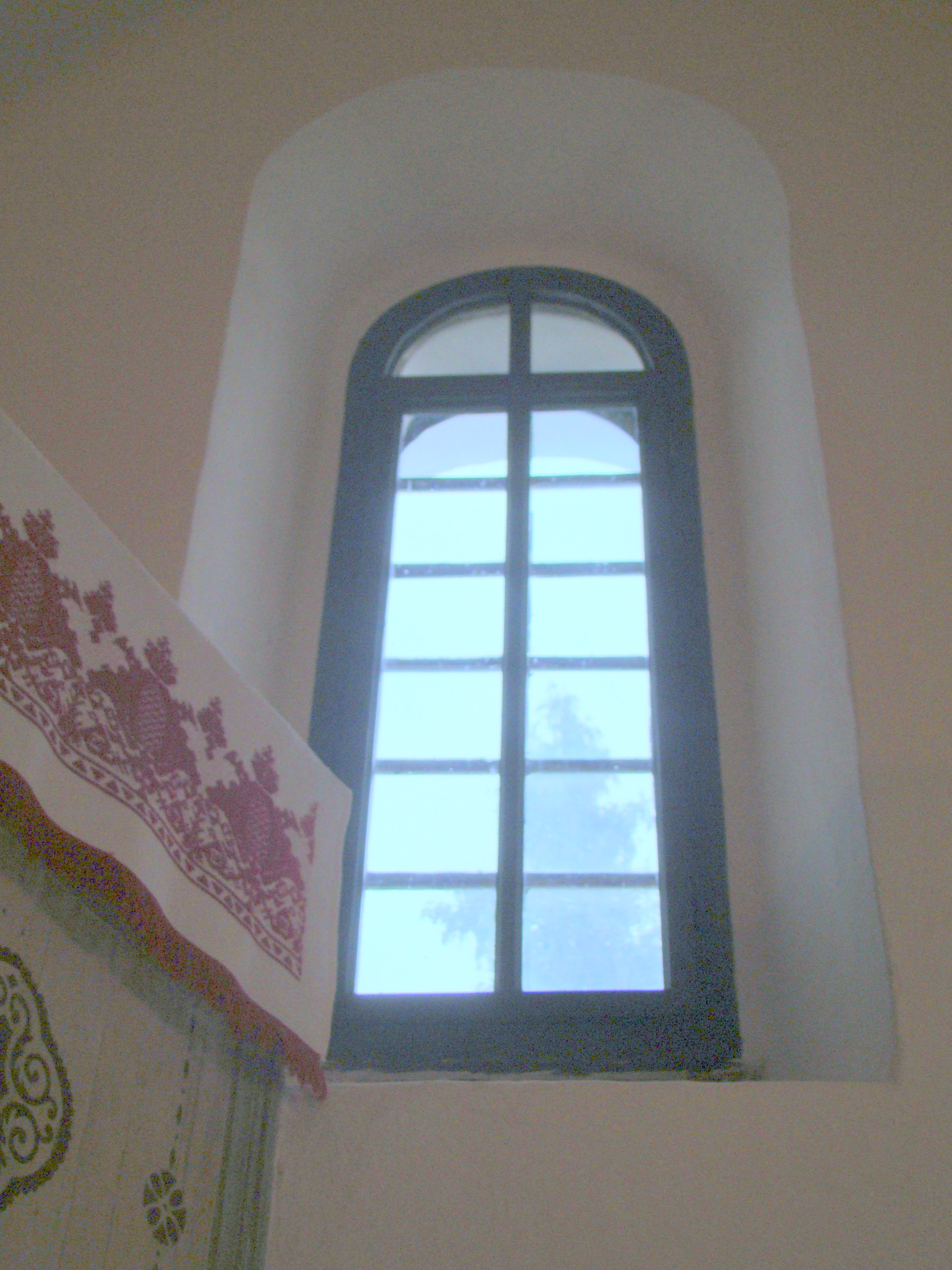
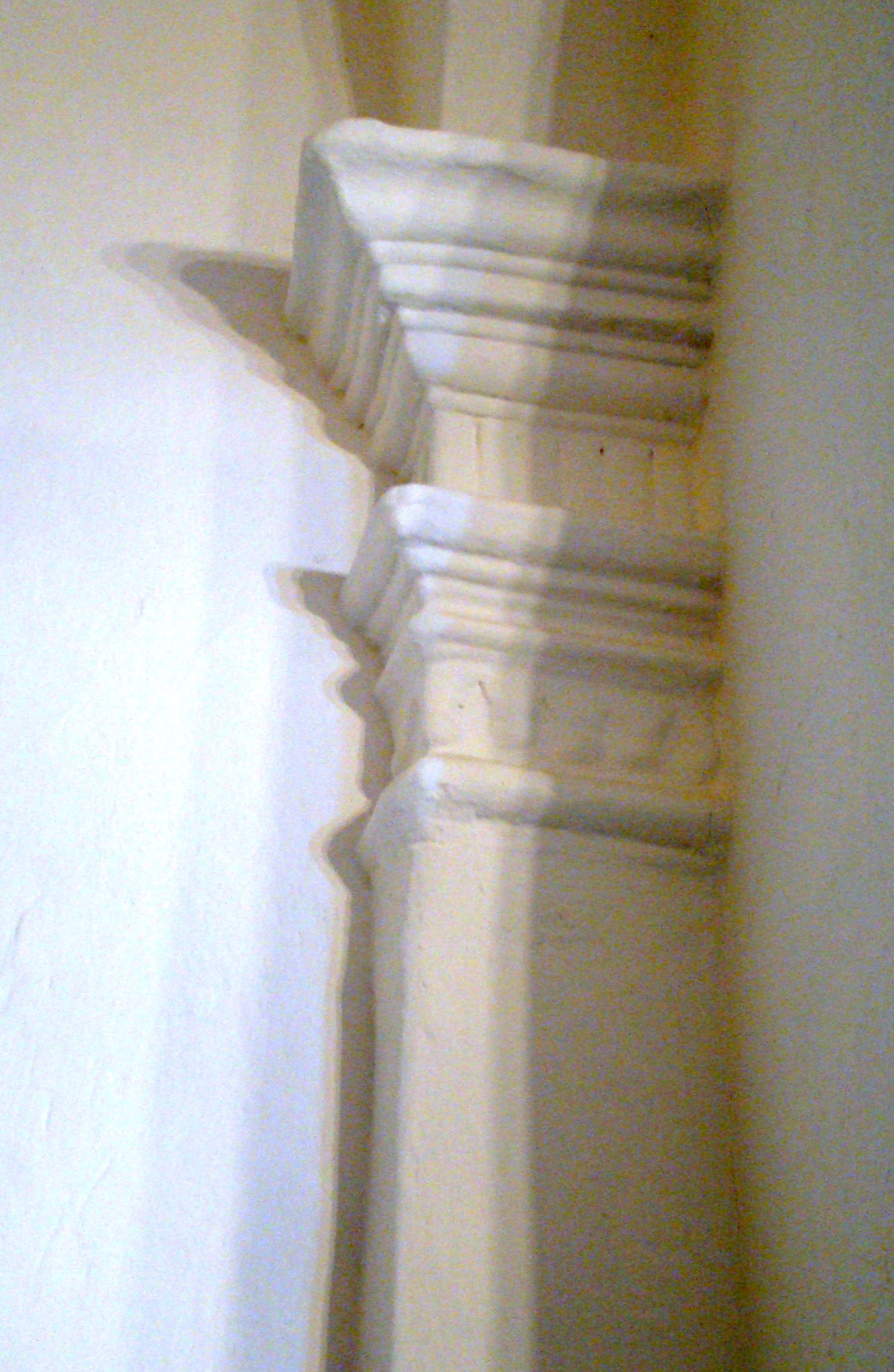
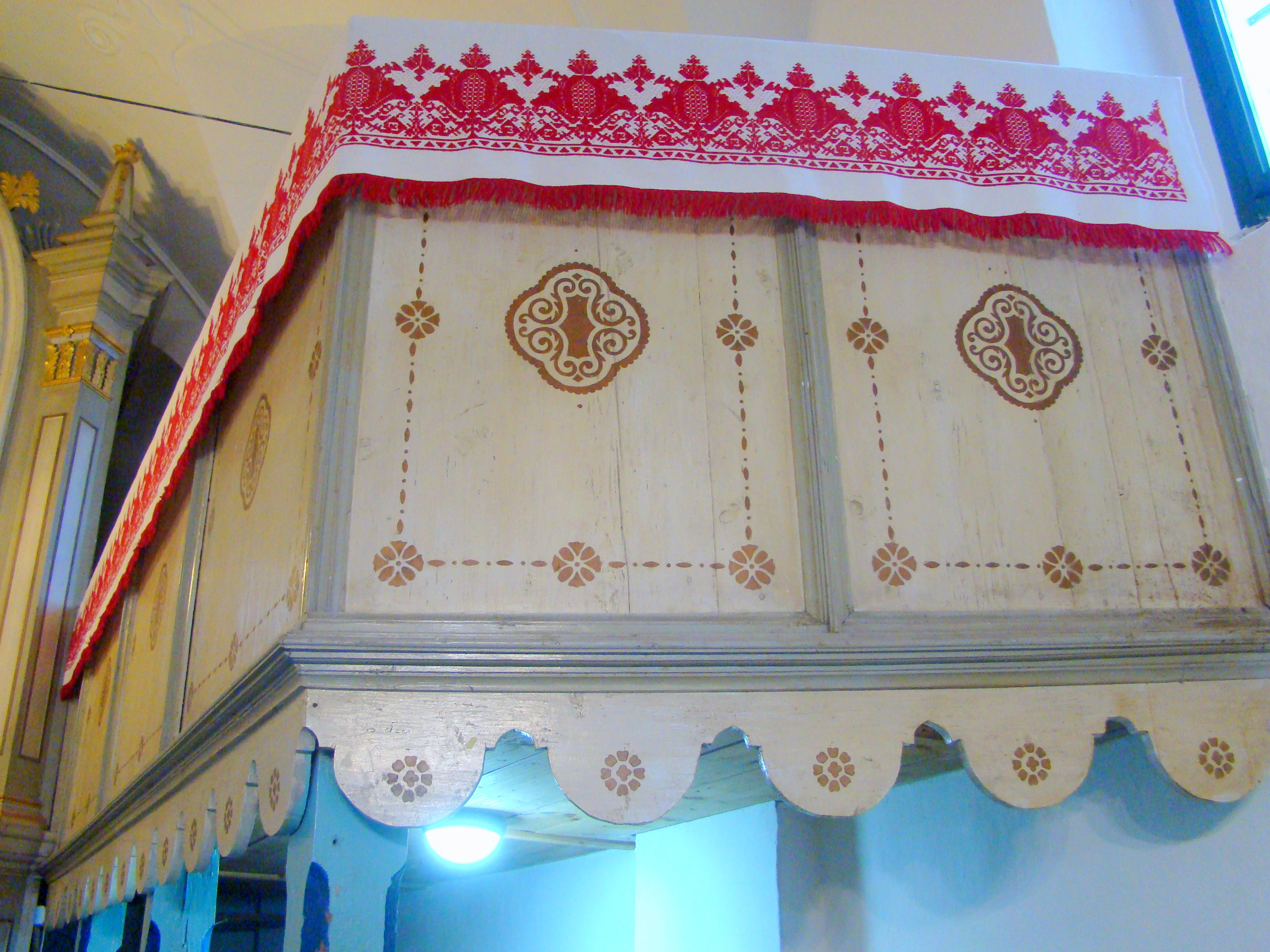
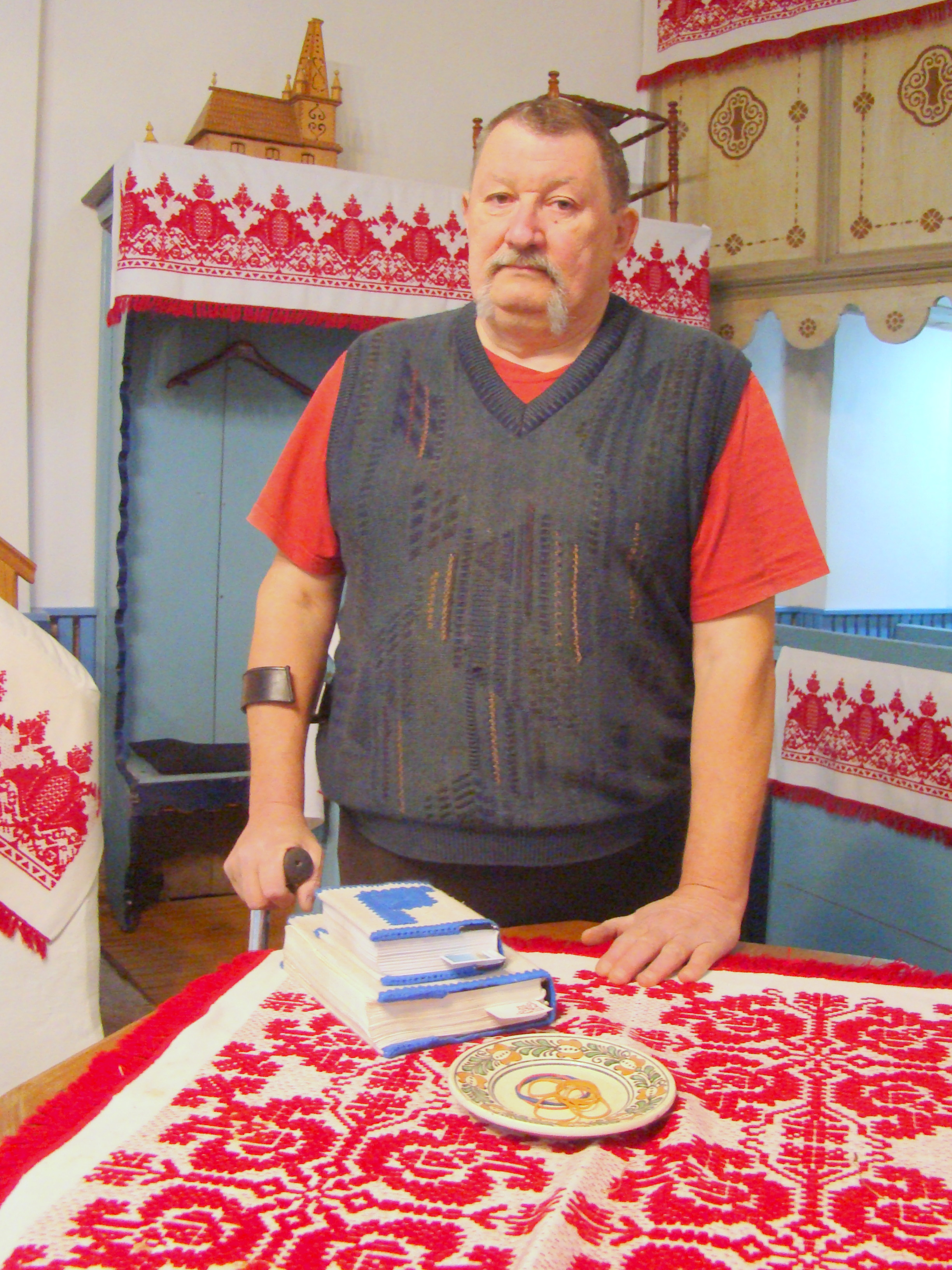
Pastorul reformat din satul Sărățeni: Tatár Tibor
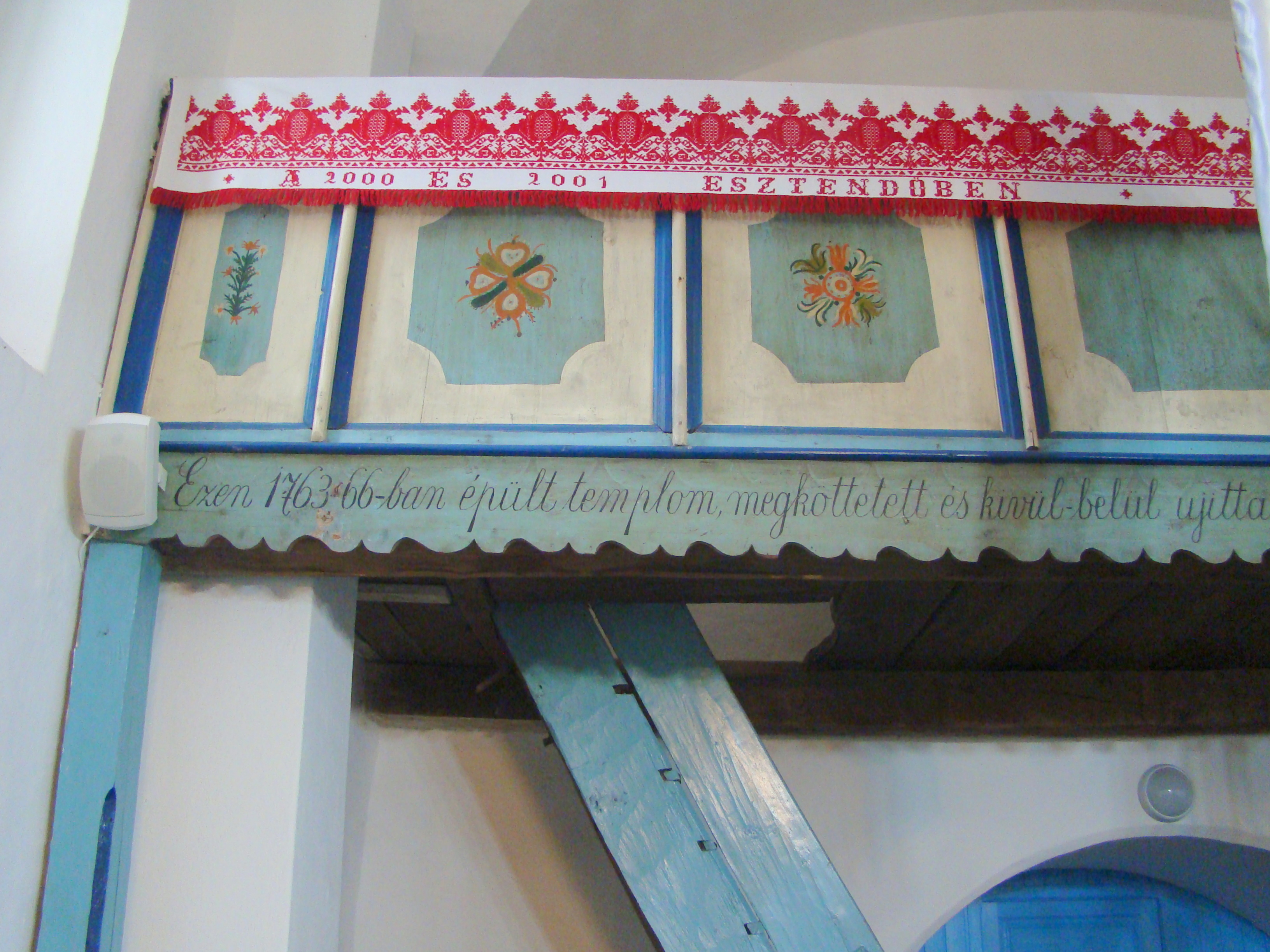
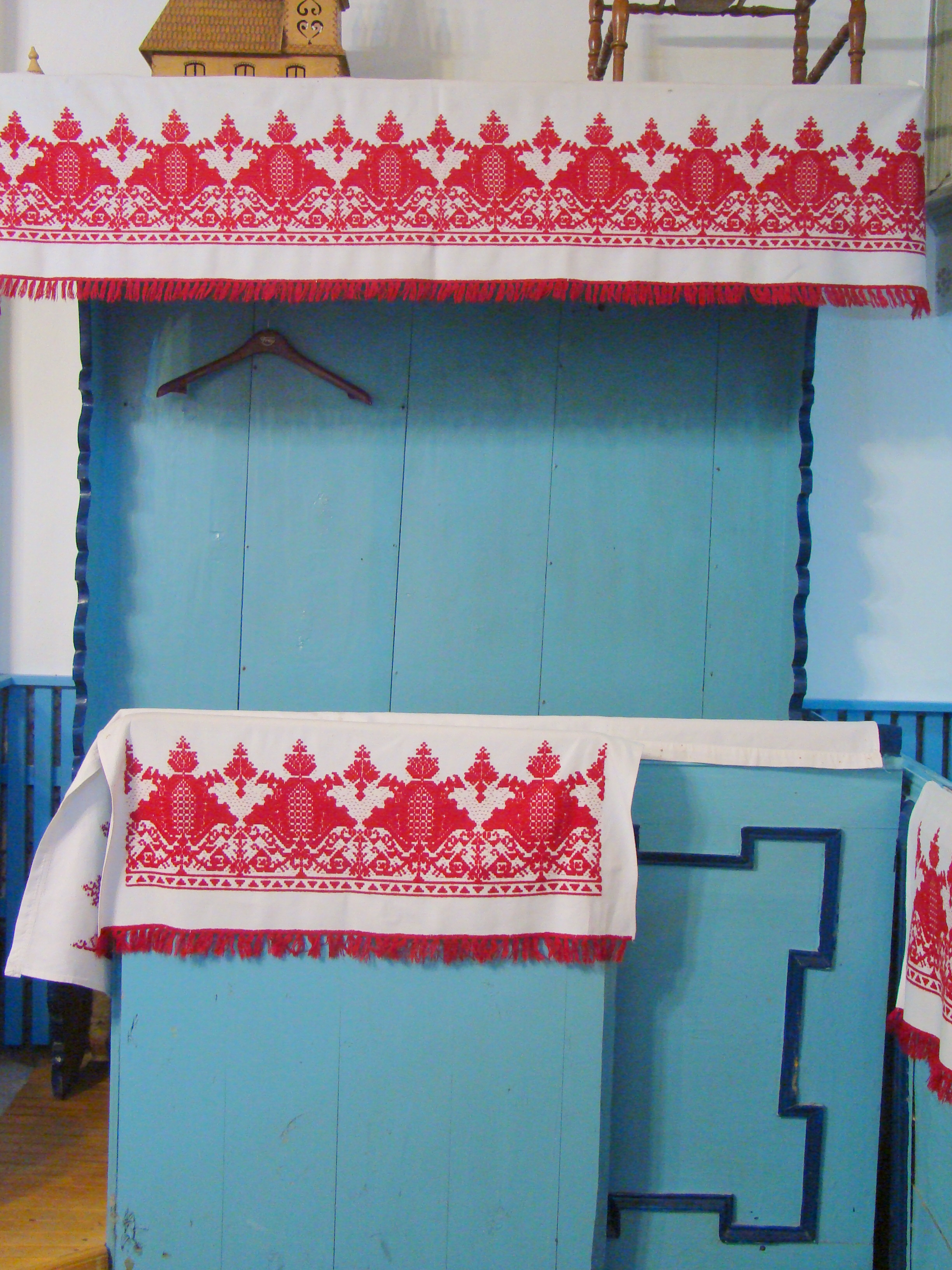
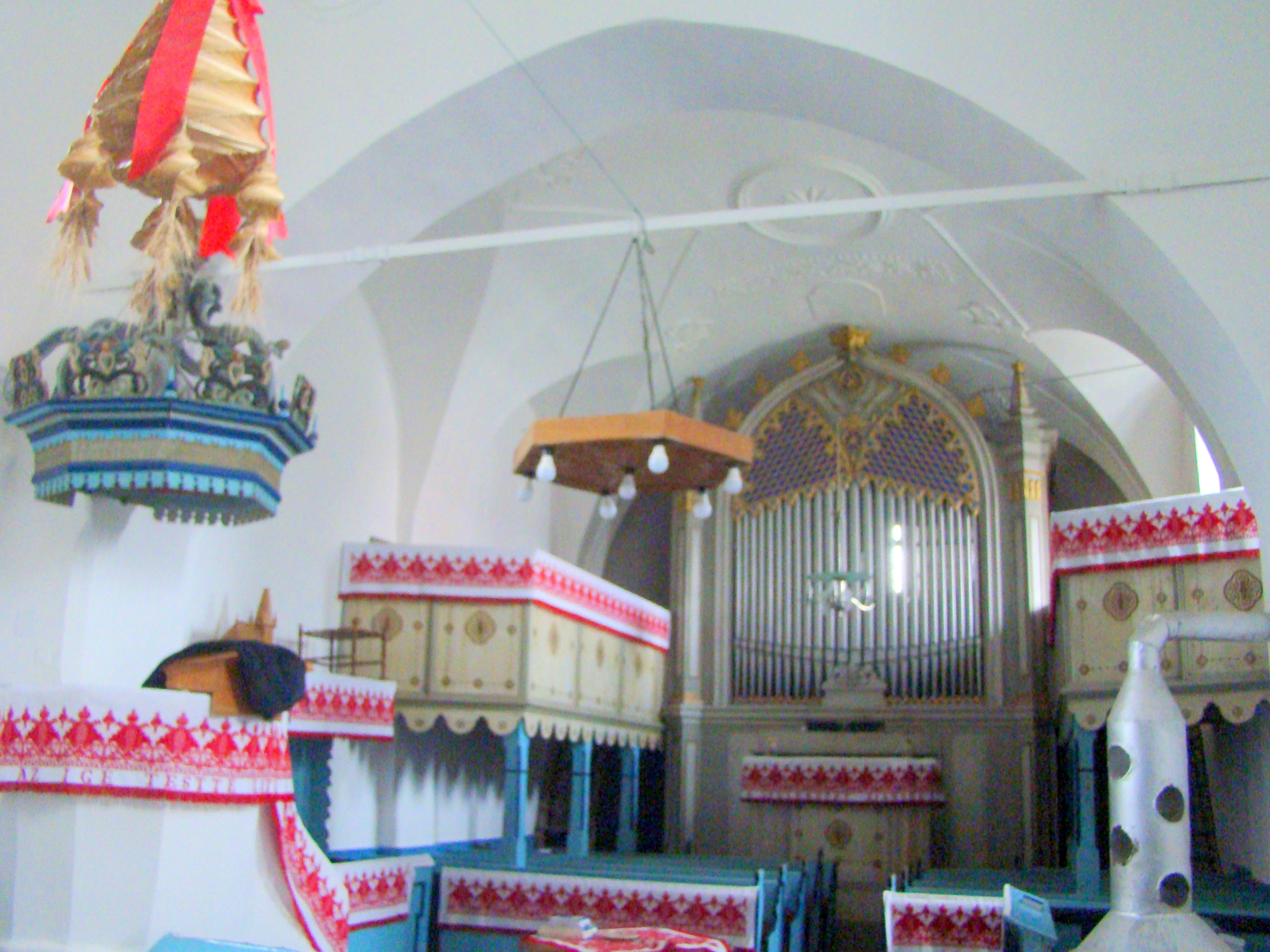